# 'Ndrangheta nel mondo

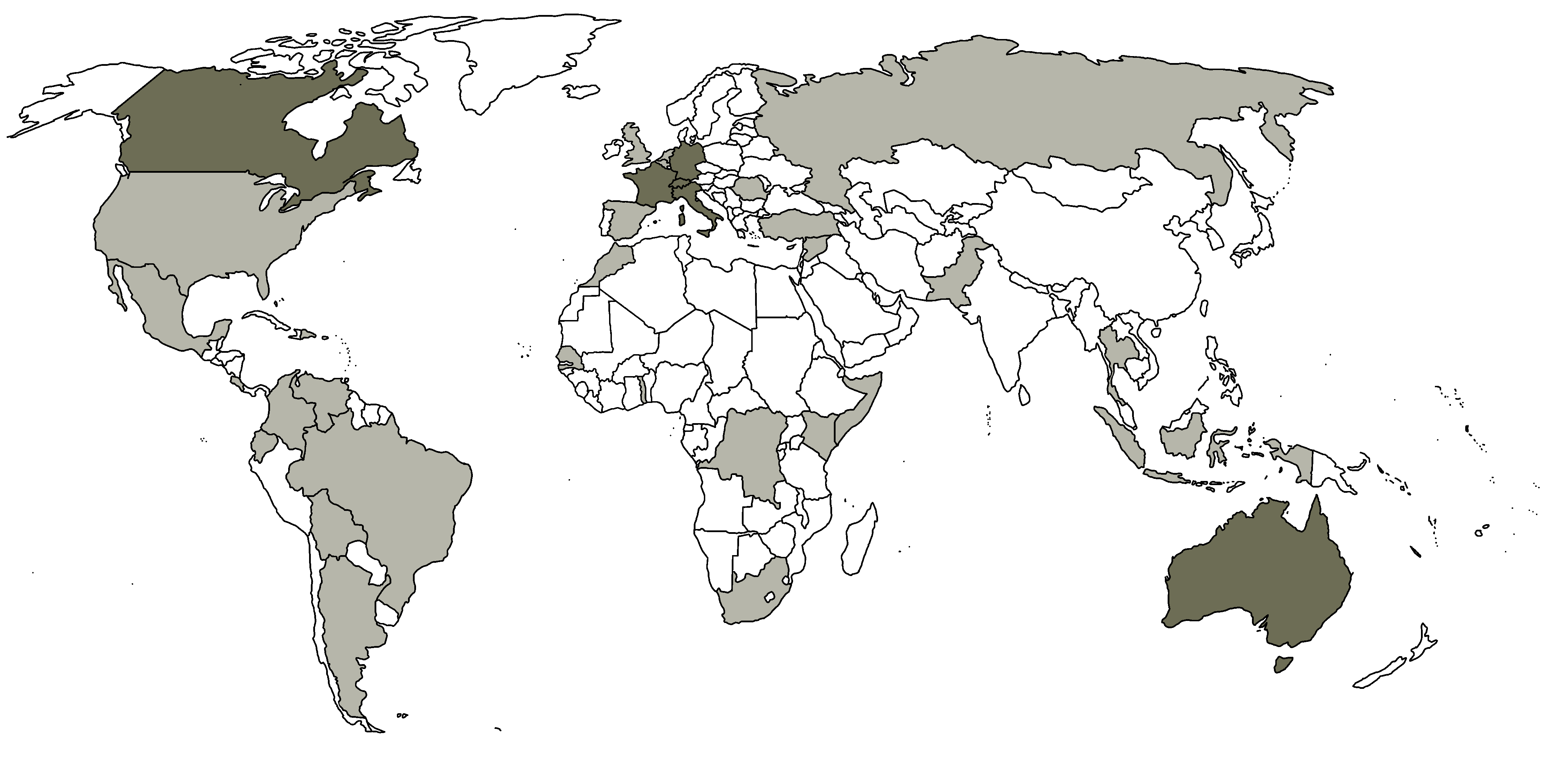
La 'ndrangheta nel mondo. In grigio scuro le nazioni con la presenza accertata di locali, in grigio chiaro le nazioni dove le 'ndrine sono presenti per commettere atti illeciti, come il narcotraffico o il riciclaggio.

La 'ndrangheta inizia a stabilirsi all'estero fin dalle emigrazioni degli anni cinquanta principalmente in Australia, Canada e Germania. All'inizio del XXI secolo può considerarsi una multinazionale del crimine, è presente in tutti e 5 i continenti.
Ricicla denaro in ogni angolo d'Europa, in Nord America e Australia. Controlla le rotte del narcotraffico dal Sud America al Vecchio Continente nonché quelle passanti dall'Africa occidentale e contratta stupefacenti insieme ad armi in Medio Oriente, si hanno notizie poi di smaltimento di materiale radioattivo e diamanti in Africa.
Secondo il rapporto Europol 2013 sulla criminalità organizzata italiana la 'Ndrangheta è tra i gruppi criminali organizzati più ricchi e potenti a livello globale.
(Relazione 2008 della Commissione parlamentare antimafia del Presidente Francesco Forgione.)
autonomia, continuano a dar conto al comando strategico reggino.»
(II relazione semestrale 2017 della DIA)

## Diffusione
(Relazione 2008 della Commissione parlamentare antimafia del Presidente Francesco Forgione)
La 'ndrangheta si trova presente o traffica in oltre 40 stati.
Le tabelle sono state costruite con informazioni prese dai libri Fratelli di sangue di Nicola Gratteri e Antonio Nicaso, Le radici dell'odio di Antonio Nicaso e dalla Relazione della commissione antimafia del 2008.

### Europa
(Nando dalla Chiesa intervistato, settembre 2019)
L'Europa è il continente con la più forte presenza di 'ndranghetisti, escludendo l'Italia se ne registra una forte presenza in Germania e Svizzera, in cui sono state accertate anche la presenza di Locali, e a seguire Spagna per la rotte del narcotraffico e la Francia, in particolare lungo la Costa Azzurra. 
Da considerare anche il Belgio e i Paesi Bassi ed i loro porti per il traffico internazionale di stupefacenti, Londra per il riciclaggio. 
Vi sono contatti anche con l'Europa dell'est e la criminalità autoctona in particolare sono segnalate attività in Bulgaria, Romania e dal 2018 esplode il presunto caso Slovacchia.

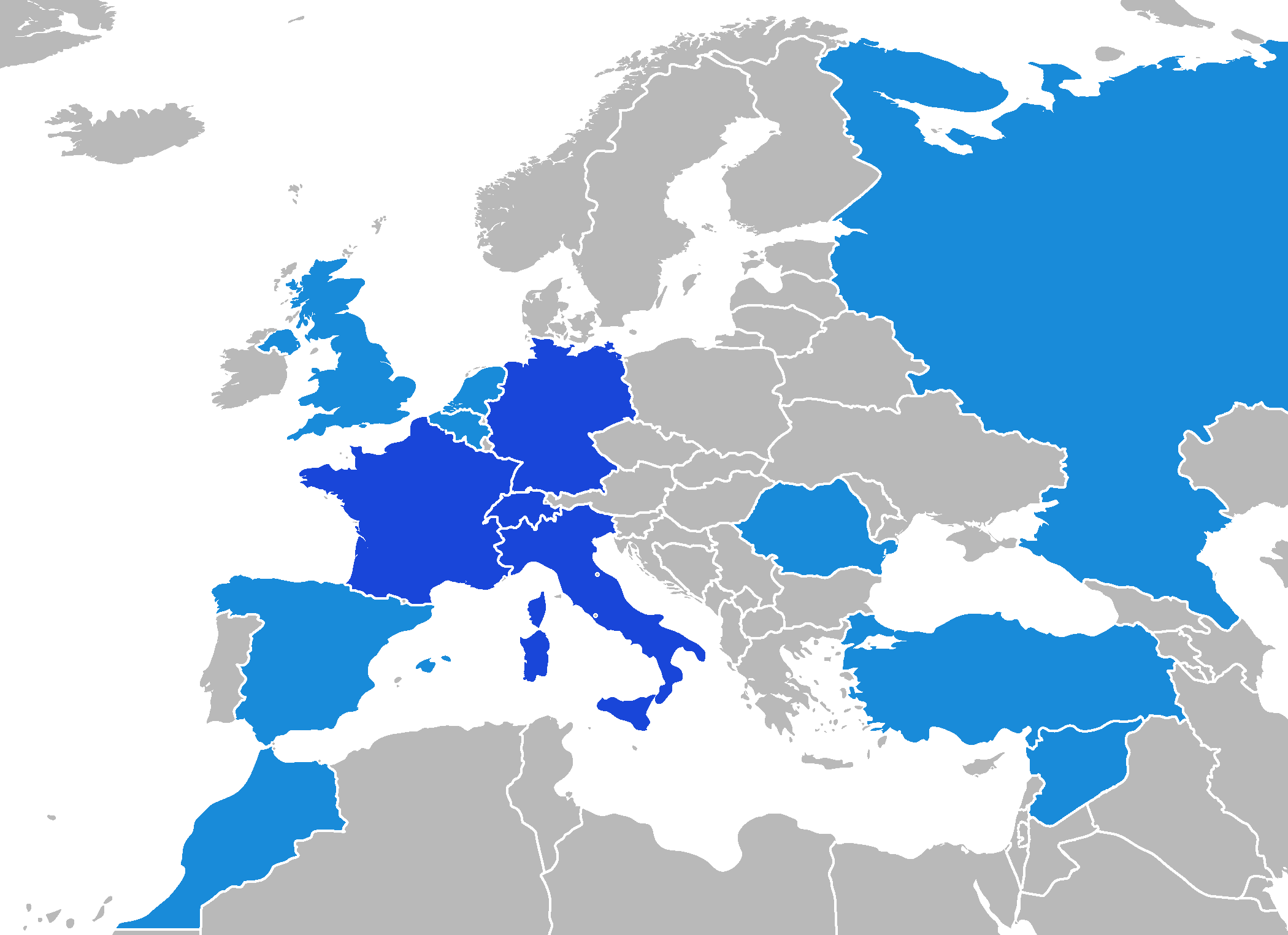
'ndrangheta in Europa. In blu le nazioni con la presenza di locali mentre in azzurro le nazioni in cui vengono svolte azioni criminali come il riciclaggio e il traffico di droga

| Nazione                  | Località | 'Ndrine presenti | Attività illegali |
| ------------------------ | --- | --- | --- |
| Austria                  | | Nirta (Scalzone), Piromalli | Riciclaggio |
| Belgio                   | Anversa, Bruxelles | Ascone, Bellocco, Figliuzzi, Chindamo | Riciclaggio di denaro, traffico di droga |
| Bulgaria                 | | Vrenna-Bonaventura, De Stefano | riciclaggio, traffico di eroina |
| Croazia                  | | | traffico di droga |
| Francia                  | Clermont Ferrand, Costa Azzurra, Marsiglia, Nizza, Parigi, Tolone, Tolosa | | Acquisto quartieri, traffico di cocaina e rapporti con i clan marsigliesi |
| Germania                 | Aquisgrana, Blaustein, Bous, Bochum, Deizisau, Dortmund, Duisburg, Erfurt, Essen, Geldern, Hagen, Krefeld, Francoforte, Lipsia, Monaco di Baviera, Mannheim, Mülheim an der Ruhr, Münster, Neukirchen-Vluyn, Oberhausen, Radolfzell, Rielasingen-Worblingen, Ravensburg, Singen, Stoccarda, nella zona del Baden-Württemberg, Turingia, Warstein, Weimar | Arena,Caligiuri,Carelli, Critelli, Farao-Marincola, Giampaolo, Giglio, Giorgi, Grande Aracri, Iamonte, Mazzaferro, Mollica, Morabito, Nirta La Maggiore, Pelle-Vottari, Romeo, Nirta-Strangio, Ursino | Acquisto immobili, esercizi e acciaierie, traffico di immigrati, contraffazione di marchi tedeschi, estorsioni, narcotraffico, traffico d'armi, riciclaggio, sequestri di persona |
| Gran Bretagna            | | Fazzari, Grande Aracri, Commisso-Macrì, Monterosso, Ursino | Traffico di droga, riciclaggio |
| Grecia                   | | | traffico di hashish e eroina |
| Irlanda                  | | Morabito, Trimboli | traffico di armi per l'IRA |
| Lussemburgo              | | Pelle | Riciclaggio di denaro |
| Malta                    | Balzan | De Stefano-Tegano, Romeo | Riciclaggio, settore delle slot machine |
| Paesi Bassi              | | Belfiore, Nirta La Maggiore, Nirta-Strangio, Ursino | Acquisto immobili e traffico di cocaina, ecstasy e LSD |
| Polonia                  | | Iamonte | |
| Portogallo               | | | |
| Repubblica Ceca          | Praga | | |
| Repubblica di San Marino | Città di San Marino | Facchineri, Mancuso | |
| Romania                  | Bucarest | Alvaro, Pino-Sena, Valle-Lampada | Riciclaggio di denaro, traffico di droga, acquisizione di aziende |
| Russia                   | Mosca | Mazzaferro | Acquisto immobili, banche, alberghi, casinò, imprese, riciclaggio denaro, contraffazione di rubli e dollari                                                                       |
| Spagna                   | Barcellona Provincia di Cadice, Ibiza, Marbella, Tenerife | Di Giovine, Ferrazzo, Talia | Traffico di cocaina, acquisto esercizi e immobili |
| Svizzera                 | Zurigo, Frauenfeld, Lamone | Di Giovine, Ferrazzo, Mazzaferro, Paviglianiti | Traffico d'armi e hashish |
| Ucraina                  | | | Traffico di rifiuti tossici |

### America
In Nord America ha attecchito fin da inizio '900 in Canada dove vi è un vero è proprio crimine che organizza i locali del paese e di recente è aumentata la loro presenza anche negli Stati Uniti. In Messico ha attivato contatti con i cartelli della droga locali.
Il Sud America, come per ogni organizzazione mafiosa è la base da cui partono i traffici di droga, ed è qui che vi risiedono stabilmente membri della mafia calabrese che hanno intessuto alleanze e relazioni con i narcos, ma non vi è attestata la presenza di locali.
| Nazione               | Località                                                           | 'Ndrine presenti | Attività illegali                                                                                                  |
| --------------------- | ------------------------------------------------------------------ | --- | --- |
| Argentina             | Morón                                                              | Mazzaferro, Morabito, Piromalli, Talia | Acquisto cocaina                                                                                                   |
| Bolivia               | Santa Cruz de la Sierra                                            | | Acquisto cocaina                                                                                                   |
| Brasile               | Brasilia, Fortaleza, Maceió, Porto Alegre, Rio de Janeiro          | Mazzaferro, Morabito | Acquisto cocaina                                                                                                   |
| Canada                | Québec: Montréal, Ontario: Toronto, Thunder Bay, Hamilton, Vaughan | Commisso, Costa, Musitano, Papalia, Cotroni, Di Giovine, Gentile, Gallo, Ursino                                                               | Traffico armi, eroina e cocaina, riciclaggio di denaro                                                             |
| Cile                  |                                                                    | Trimboli | Acquisto cocaina                                                                                                   |
| Colombia              |                                                                    | Anello, Aquino, Caligiuri, Libri, Marando, Mazzaferro, Molè, Mollica, Morabito, Nirta-Strangio, Paviglianiti, Piromalli, Sergi, Talia, Tolone | Acquisto di cocaina con la collaborazione di le Autodefensas Unidas de Colombia, rapporti col cartello di Cali     |
| Curaçao               | Willemstad                                                         | Mazzaferro | Acquisto cocaina                                                                                                   |
| Ecuador               |                                                                    | | Acquisto cocaina                                                                                                   |
| El Salvador           |                                                                    | Nirta-Strangio | Acquisto cocaina                                                                                                   |
| Messico               |                                                                    | Aquino-Coluccio, Commisso-Macrì, Schirripa | Traffico di droga con i Los Zetas                                                                                  |
| Paraguay              |                                                                    | | Acquisto cocaina                                                                                                   |
| Perù                  |                                                                    | Paviglianiti | Acquisto cocaina                                                                                                   |
| Repubblica Dominicana | Santo Domingo                                                      | Cataldo | Acquisto cocaina                                                                                                   |

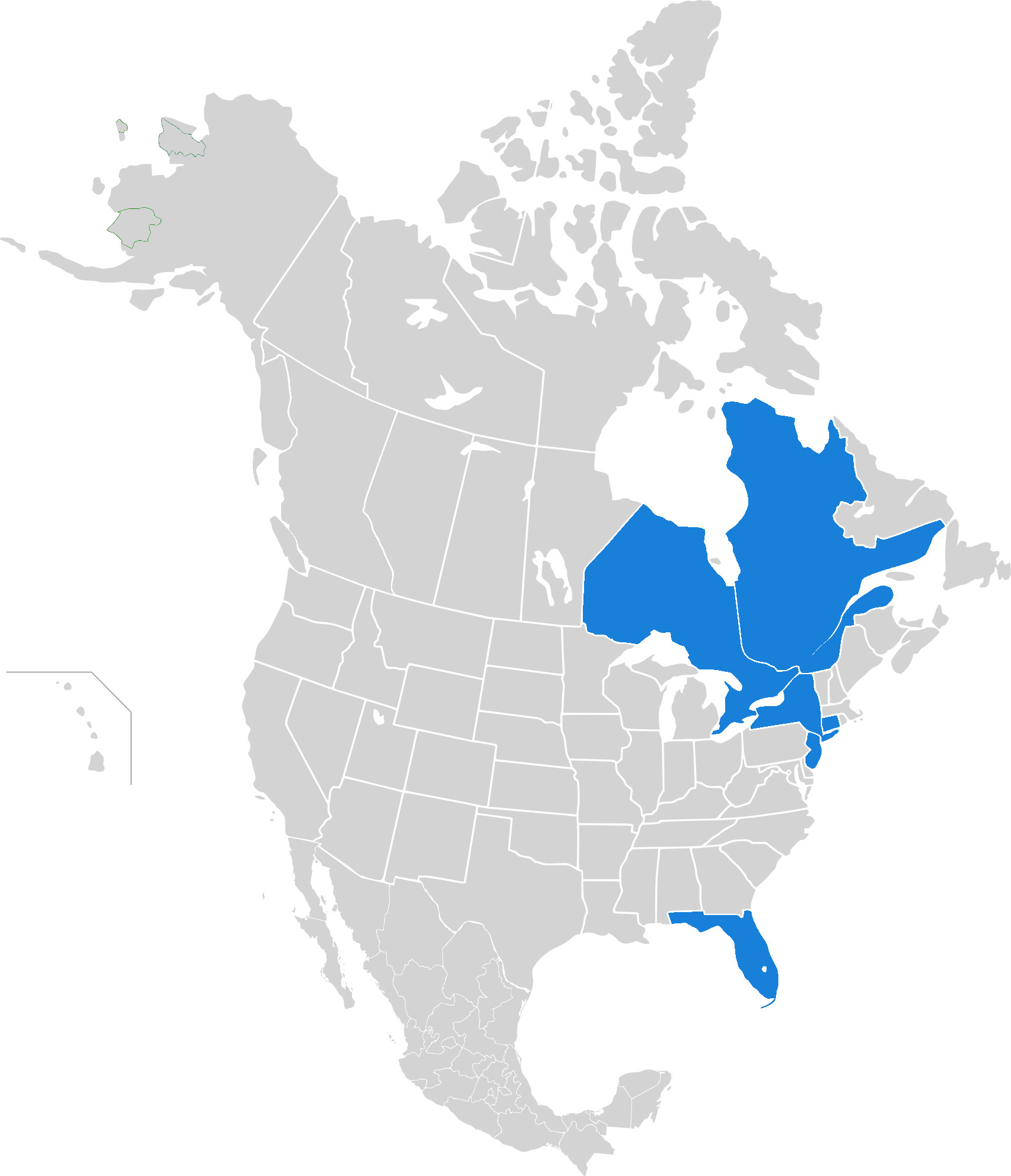
Stati federali del Canada e degli Stati Uniti in cui la 'ndrangheta ha delle locali e delle attività criminali (2017)

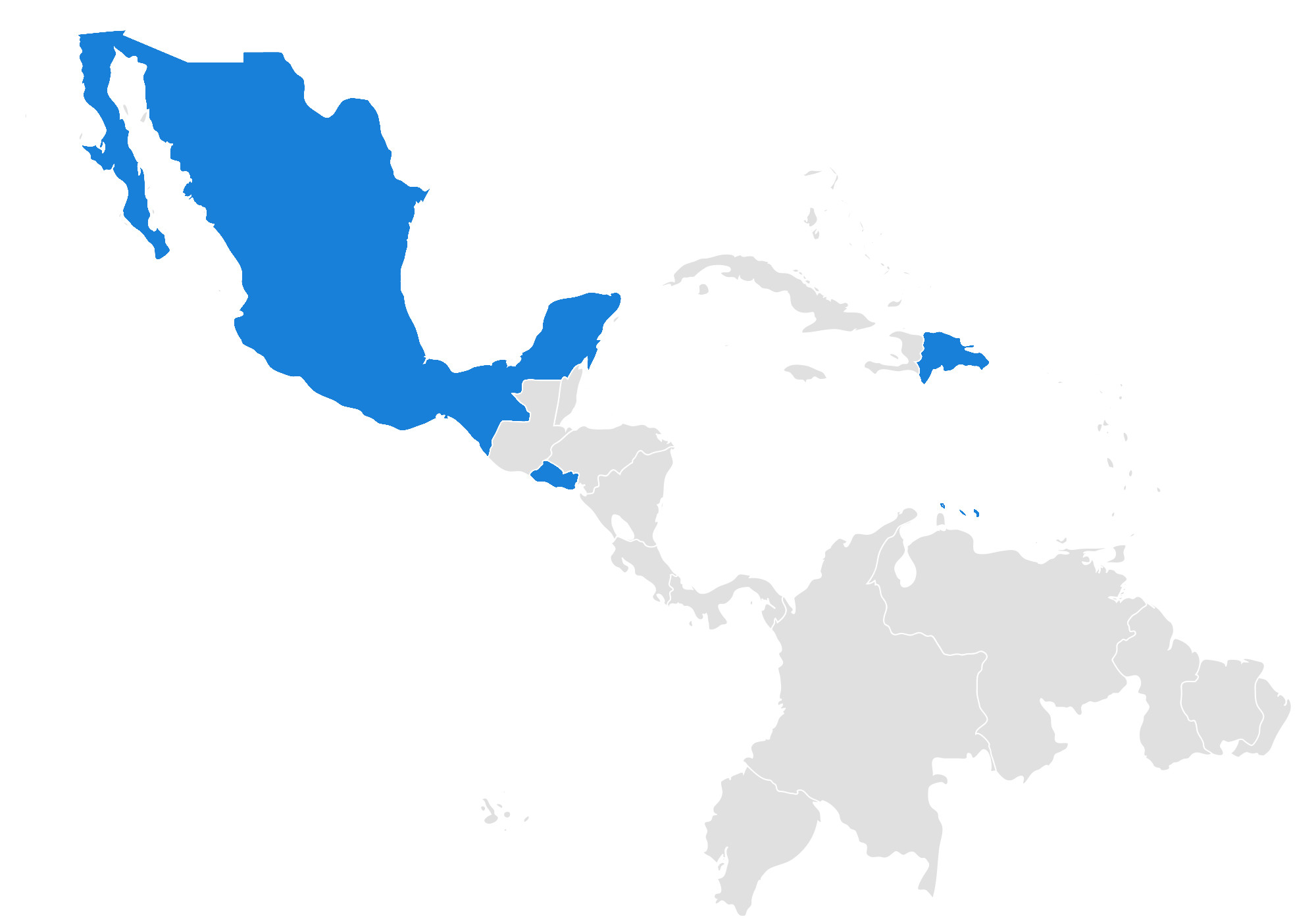
Nazioni in Centro America in cui la 'ndrangheta ha svolto attività criminali (2017)

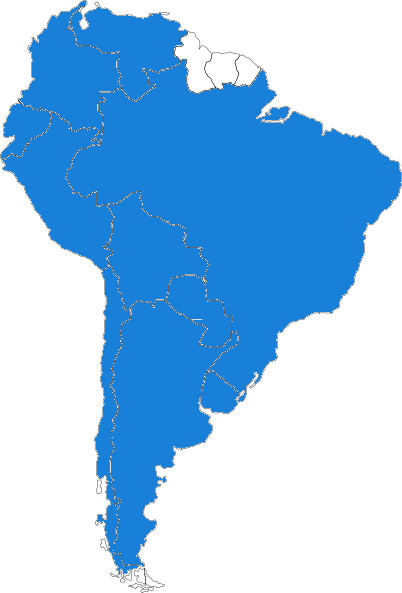
Nazioni sudamericane in cui la 'ndrangheta ha svolto attività criminali (2017)

| Stati Uniti d'America | New York, Connecticut, New Jersey, Chicago, Florida, Las Vegas     | Sergi, Commisso, Caligiuri, Monterosso, Racco, Archino                                                                                        | Traffico di cocaina e eroina                                                                                       |
| Uruguay               |                                                                    | Morabito | Acquisto cocaina                                                                                                   |
| Venezuela             |                                                                    | Aquino-Coluccio | Contatti con i Cuntrera-Caruana, acquisto cocaina, riciclaggio di denaro, costruzioni edili, fabbriche industriali |

### Africa
In Africa è presente sostanzialmente per le nuove rotte del traffico di droga, in passato per lo smaltimento di rifiuti tossici e nucleari e anche per il traffico di diamanti e coltan.

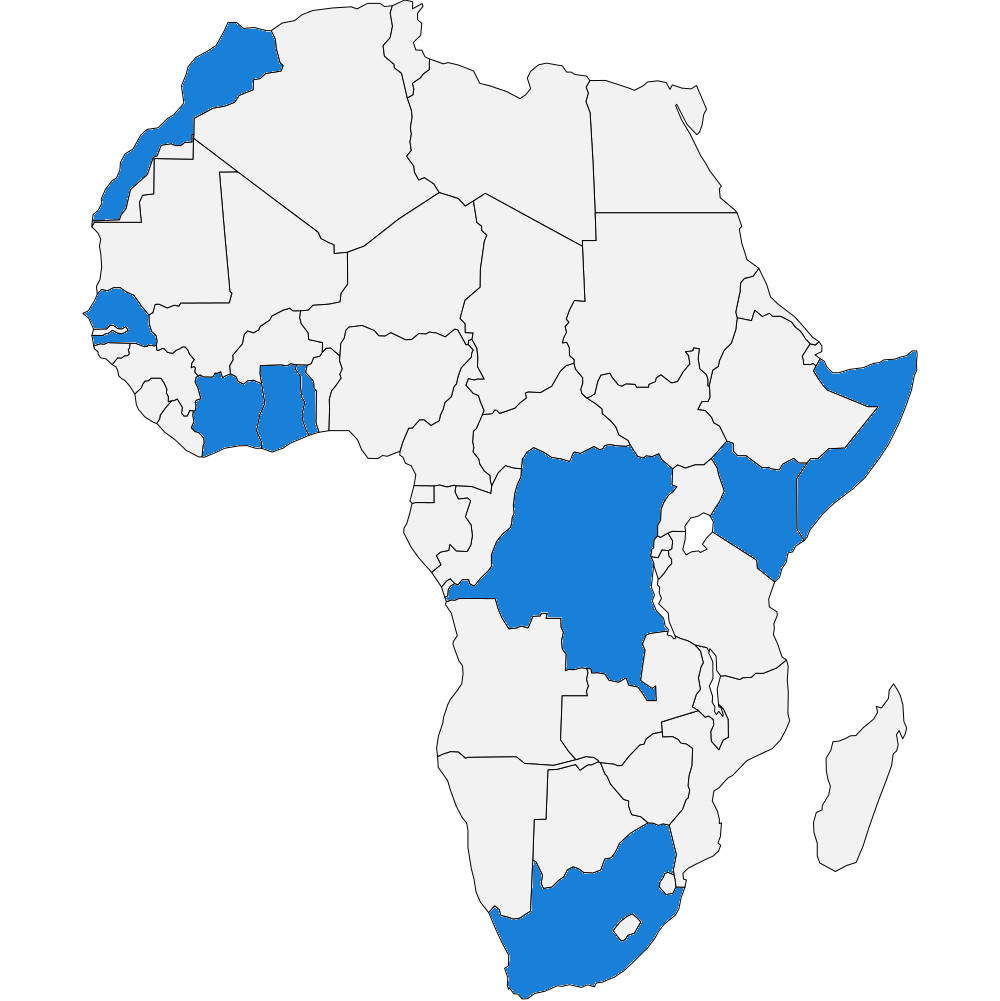
'ndrangheta in Africa (2017)

| Nazione                          | Località                               | 'Ndrine presenti                                      | Attività illegali                                     |
| -------------------------------- | -------------------------------------- | ----------------------------------------------------- | ----------------------------------------------------- |
| Costa d'Avorio                   | Abidjan                                | Commisso                                              | Traffico di droga                                     |
| Kenya                            |                                        |                                                       | Smaltimento di rifiuti tossici                        |
| Marocco                          |                                        | Aquino-Coluccio, Di Giovine, Morabito, Sergi, Marando | Traffico di hashish e cocaina                         |
| Repubblica Democratica del Congo |                                        |                                                       | Traffico di Coltan, Traffico di materiale radioattivo |
| Senegal                          |                                        |                                                       | Traffico di droga                                     |
| Somalia                          |                                        |                                                       | Smaltimento di rifiuti tossici                        |
| Togo                             |                                        | Mancuso, Pesce                                        | Traffico di cocaina accertato nel 2004                |
| Sudafrica                        | Città del Capo, Johannesburg, Pretoria |                                                       | Traffico di diamanti                                  |

### Asia
In Asia è stata in contatto in passato in alcuni paesi del mediterraneo per il traffico di droga, nonché in Pakistan e in Thailandia.

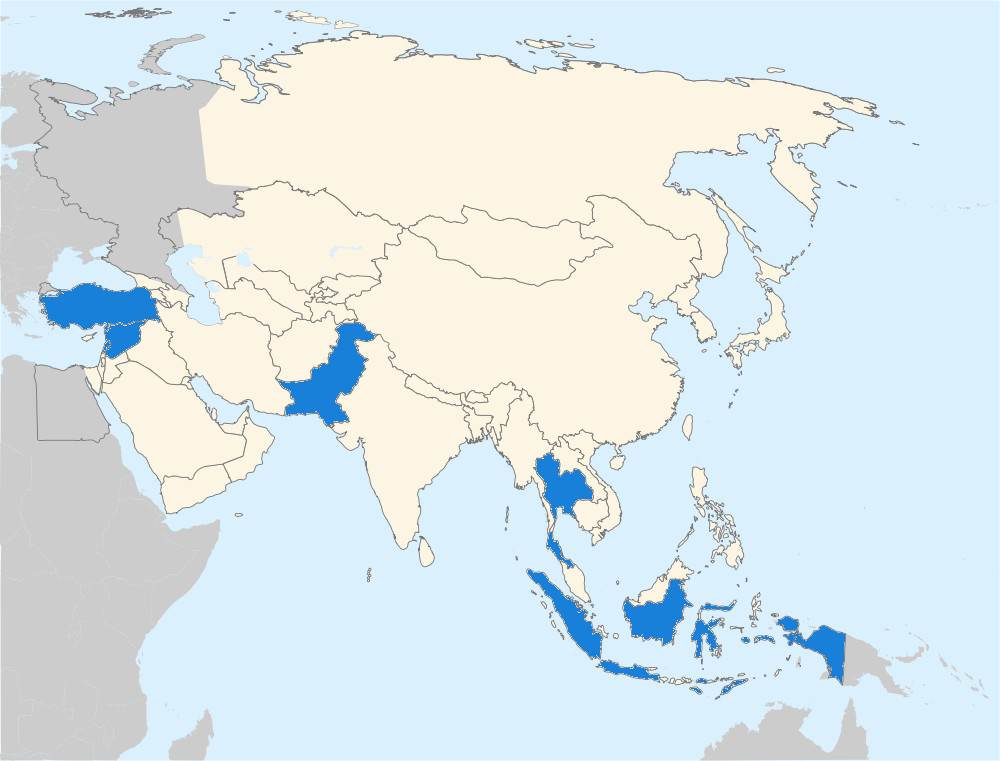
Nazioni asiatiche in cui la 'ndrangheta ha svolto attività criminali (2017)

| Nazione    | Località | 'Ndrine presenti                          | Attività illegali                                         |
| ---------- | -------- | ----------------------------------------- | --------------------------------------------------------- |
| Indonesia  |          |                                           | Riciclaggio di denaro                                     |
| Libano     |          | De Stefano                                | Traffico di Eroina e Hashish                              |
| Pakistan   |          |                                           | Traffico di Cocaina                                       |
| Siria      |          | Di Giovine, Morabito                      | Traffico di Eroina                                        |
| Thailandia | Bangkok  | Caligiuri, Bastoni, Ianni                 | Traffico di Eroina                                        |
| Turchia    |          | Aquino, Papalia, D'Agostino, Paviglianiti | Traffico di Eroina e rapporti con la mafia turca (i baba) |

### Oceania
In questo continente si trova solamente in Australia, terra di emigrazione sin dalla fine dell'Ottocento, in cui ha solide basi come in Canada, con la presenza di un crimine che organizza le locali e ha costanti contatti con la casa madre.

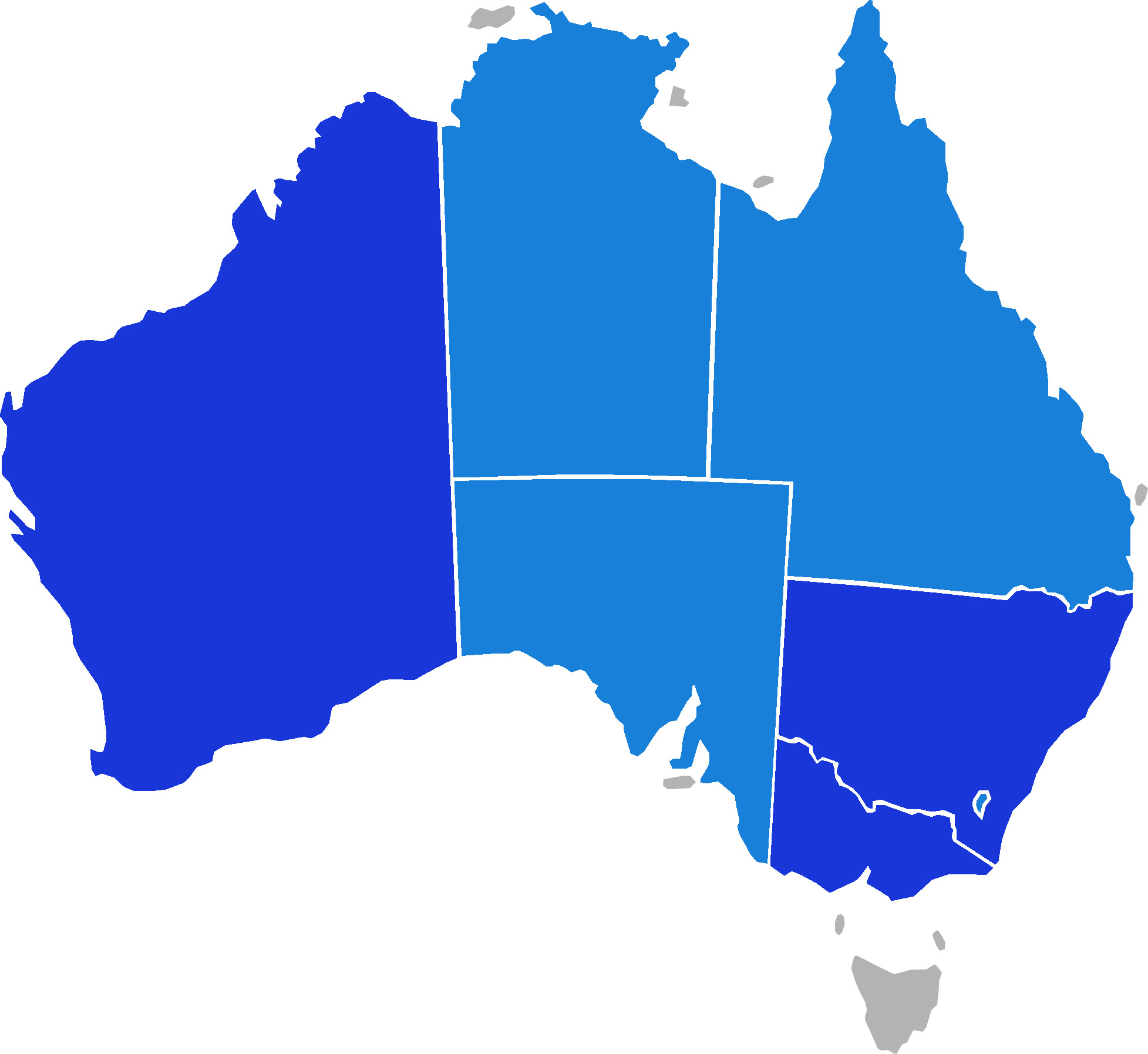
'ndrangheta in Australia, In blu la presenza accertata di locali, in azzurro la presenza di famiglie e di sovrastrutture

| Nazione   | Località | 'Ndrine presenti | Attività illegali |
| --------- | --- | --- | --- |
| Australia | Adelaide, Australia Occidentale, Canberra, Griffith, Michelago, Queensland, Sydney e Melbourne, Nuovo Galles del Sud, Perth, Victoria, Yelardin | Pesce, Bellocco, Condello, Alvaro, Agresta, Barbaro, Giorgi, Ielasi, Musitano, Papalia, Perre, Romeo, Polifroni, Polimeni, Sergi, Tremarchi, Trimboli, Violi, Zappia | Coltivazione canapa, estorsione, furto, gioco d'azzardo, prostituzione, spaccio di denaro falso, traffico di armi e di eroina |

## Attività della 'ndrangheta per nazione

### Argentina
In Argentina sono presenti soprattutto le cosche dei Morabito, dei Talia e dei Piromalli. 
La 'ndrangheta, qui, si è consolidata soprattutto tra il 1989 e il 1999 durante il governo di Carlos Saúl Menem.
La Banca centrale argentina in quel periodo ha autorizzato a favore di singoli e di società direttamente collegate con le organizzazioni criminali, per un valore di centinaia di milioni di dollari.
Dall'operazione delle forze dell'ordine australiane Castanea e Monsoon si evincono possibili collegamenti tra i colombiani e gli italo-australiani per il traffico di droga internazionale, in cui era coinvolto anche un argentino il cui fratello fu arrestato in Argentina nel 1987 insieme a Paolo Sergi, Antonio Calabrò e Stefano Romeo per il possesso di 43 kg di eroina.
Secondo il Servizio Centrale Operativo (SCO) della Polizia di Stato vi sarebbero numerosi elementi delle 'ndrine similmente come in Colombia per avere dei rapporti privilegiati per l'acquisto di cocaina. Dall'Argentina tramite 'ndranghetisti del Nord Italia intessono rapporti anche con la mafia turca per il traffico di eroina.
Nel 2009 con l'operazione Crimine vengono intercettati in Calabria alcuni membri apicali della 'ndrangheta che rivelano che in Argentina si fa una votazione all'anno per decidere a chi dare la dote di Santa e che per ottenerla ci vogliono tre anni.
Nell'operazione Magna Charta del 4 giugno 2012 viene fermato un traffico di droga internazionale della 'Ndrangheta e della criminalità bulgara che si riforniva in Venezuela, Argentina e Isola di Santo Domingo.
Il 29 novembre 2019 si conclude l'operazione Magma contro i Bellocco al centro di un traffico internazionale di droga, un'operazione scaturita dal sequestro di 385 chili di cocaina sulla nave Amburgo-Rio de Janeiro ferma a Valencia proveniente dal Sudamerica e diretta a Gioia Tauro. L'arrivo della droga veniva trattato in Argentina. Qui avrebbero avuto come referente e broker Giovanni Di Pietro alias l'avvocato Massimo Pertini, condannato a 30 anni di carcere per sequestro di persona che aveva contatti a Buenos Aires e a Montevideo. L'organizzazione aveva informazioni sulle indagini in corso su di loro in territorio argentino e sarebbero stati in grado di portare avanti la fuga di Rocco Morabito detto U Tamunga come favore all'omonima 'ndrina.

### Australia
(John Cusack e Ugo Macera, Ex questore di Roma)

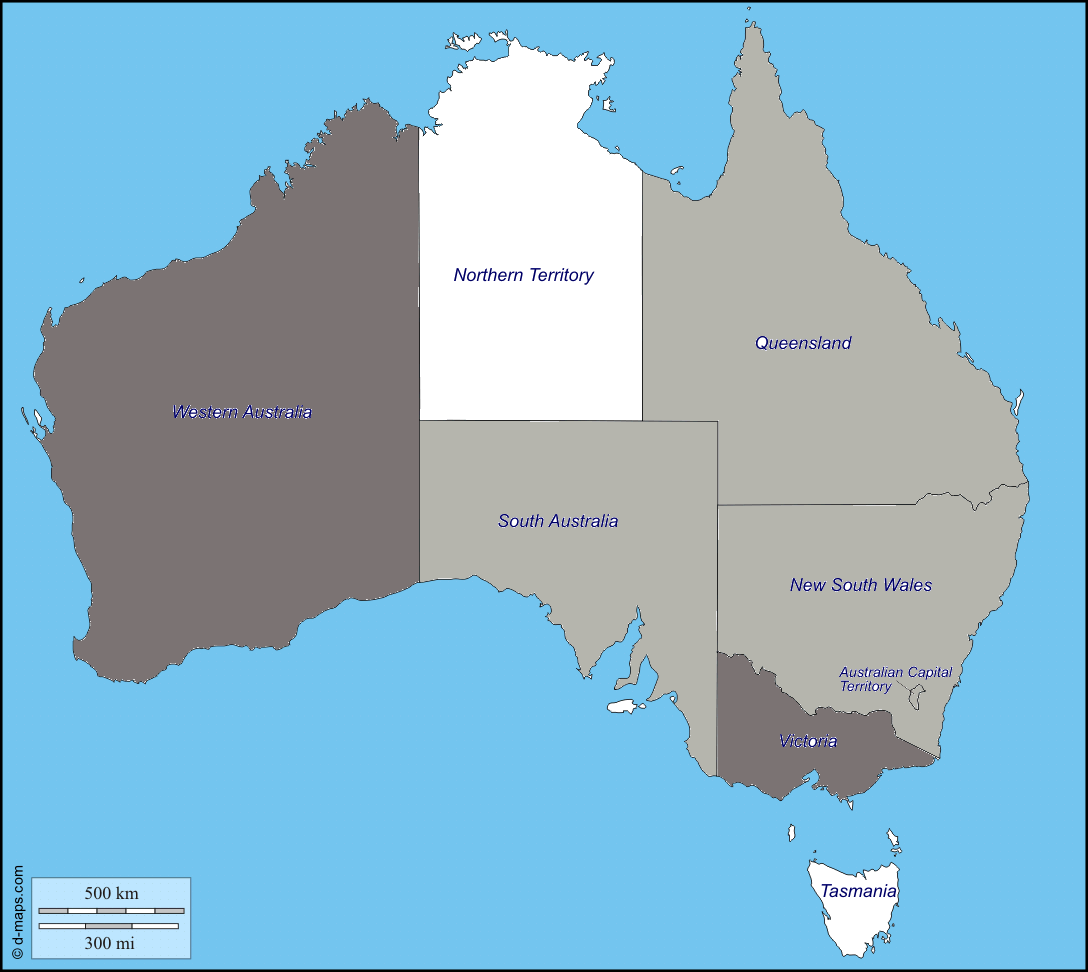
'ndrangheta in Australia, In grigio scuro la presenza accertata di locali, in grigio chiaro la presenza di famiglie e di sovrastrutture

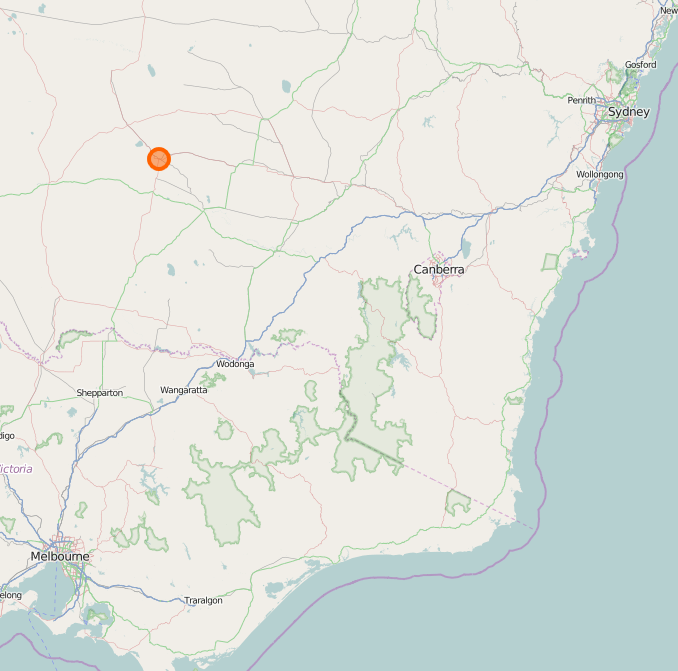
Griffith, Nuovo Galles del Sud

La presenza della 'ndrangheta sul suolo australiano risale agli inizi del novecento.
Dalle forze dell'ordine locale tra il 1928 e il 1940 risalgono una serie di omicidi riconducibili alla malavita calabrese. 
Si dedicava al furto e all'estorsione, successivamente alla coltivazione della canapa. Negli anni venti Vincenzo D'Agostino fu il primo capobastone degno di nota, insediatosi nel Queensland.

#### Anni cinquanta e sessanta
Nel 1965 un ufficiale dell'Australian Security Intelligence Organization (Organizzazione dei servizi di Sicurezza australiani) conferma l'esistenza di una criminalità organizzata nella comunità calabrese. Secondo il magistrato statunitense John Cusack operava già a Melbourne, nel Queensland, in Australia occidentale e nel Victoria dove contava già 300 membri.
Tra gli anni cinquanta e sessanta vi fu il dominio di Domenico Italiano detto il Papa, morto il 13 dicembre 1962, tre mesi dopo prese il suo posto Vincenzo Angilletta creando la cosiddetta 'ndrina La Bastarda.

#### Anni settanta
Negli anni settanta vengono ritenuti i responsabili della scomparsa del candidato al parlamento del Nuovo Galles del Sud Donald Mackay (Scomparso il 15 luglio 1977), che aveva additato come responsabili del traffico di marijuana e eroina i capibastone Robert Trimboli, Anthony Sergi e Giuseppe Scarfò. 
Nel Queensland Bruno Romeo, detto The Fox è uno dei boss più importanti dell'area.

#### Anni ottanta
In Australia negli anni ottanta i servizi informativi australiani scoprono della presenza di una struttura di coordinamento dell'organizzazione di cui fanno parte i principali capibastone e in particolare i 6 capi che controllano le sei macro-aree in cui è stata suddivisa l'Australia.
Nel 1981 erano: Giuseppe Carbone per l'Australia meridionale, Domenico Alvaro per il Nuovo Galles del Sud, Pasquale Alvaro per Canberra, Peter Callipari per Griffith, Pasquale Barbaro per Melbourne e Giuseppe Alvaro per Adelaide.
Furono fatte delle inchieste parlamentari e ancora nel 1989 si scoprì un traffico di denaro proveniente da Gioiosa Ionica verso il paese per la spedizione di cocaina in Calabria.
Nel 1988 il governo italiano decide di mandare Nicola Calipari a investigare sulla struttura organizzativa e traffici illeciti della 'ndrangheta. Durante quel periodo trovati anche codici, formule e riti scritti da membri dell'organizzazione.
Il 10 gennaio 1989 viene assassinato a Canberra Colin Winchester, vicecapo della polizia federale dell'Australia Meridionale poiché mise in risalto la presenza della malavita calabrese attraverso i media.
Nel settembre dello stesso anno si scoprì che alcuni 'ndranghetisti si riunivano in via Flotta a Newton, e ad Adelaide e fu rinvenuto un codice dell'organizzazione. Le autorità australiane però mai individuarono la 'ndrangheta come associazione pericolosa in sé, si limitarono a perseguire i reati commessi dai singoli membri, come avviene fino ad oggi.

#### Anni novanta
Negli anni novanta le 'ndrine continuano l'attività di narcotrafficanti e solo in questo periodo l'autorità nazionale del crimine (National Crime Authority o NCA) si impegnò a comprendere meglio, e pianificare una strategia per combattere il crimine organizzato italiano. L'operazione che ne scaturì fu chiamata Cerberus.
Ad essa seguirono anche le operazioni Afghan, Beetle, Bradman, Chow, Dingo, Fallow, Husky, Regis, Jungla, Parabola, Pegaso, Pizza, Troodon, Spaniel, Sput, Strap 1, Strap 2, Vulpino e Zappa.
Nel 1993 vengono, difatti, arrestate 13 persone fra cui Francesco e Antonio Perre per aver coltivato cannabis nel Territorio del Nord. 
Ancora una volta, però, le numerose indagini non portano alla conclusione, o a una migliore conoscenza del crimine italo-australiano in Australia. Addirittura quando un informatore racconta di riunioni avvenute in Calabria, presso un luogo noto come la Madonna della montagna, si pensa faccia riferimento a dicerie calabresi e a un libro di Malafarina (La 'ndrangheta del 1986) dove si racconta di una riunione a Montalto Uffugo sventata dalla polizia.
Dalle indagini dell'operazione Siderno Group il 22 luglio 1990 si svolge una riunione ad Ardore Marina tra esponenti di livello internazionale della 'ndrangheta, tra cui Domenico Sergi per l'Australia, Vincenzo Trento per il Canada, Eliseo Lazzarino per il Belgio e Anthony Cipriani di Terranova Sappo Minulio (arrestato una volta in Australia il 21 agosto del 1984) per trafficare in eroina. Quest'ultimo si muoveva tra Regno Unito, Svizzera e Paesi Bassi, probabilmente per fini di riciclaggio.
Per l'Australia era presente anche Giuseppe Macrì (nato a Siderno il 15 novembre 1938), arrestato nel novembre 1983 insieme a Giovanni Nirta, Paolo Alvaro e Antonio Franco per coltivazione di cannabis. 
Nel Siderno Group per l'Australia vi erano anche esponenti dei Musitano, dei Commisso, dei Papalia, dei Sergi e dei D'Agostino.
Nel 1993 viene gambizzato Rocco "Roy" Barbaro.
Il 2 marzo 1994 viene ucciso con un pacco-bomba il sergente dell'NCA (National Crime Authority) Geoffrey Bowen chiamato a testimoniare nel processo per traffico di droga in cui erano imputati proprio Francesco e Antonio Perre, fratello e nipote di colui che, pochi giorni dopo, fu arrestato e accusato dell'omicidio.
Dall'operazione Castanea e Monsoon si evincono possibili collegamenti tra i colombiani e gli italo-australiani per il traffico di droga internazionale, in cui era coinvolto un argentino il cui fratello fu arrestato in Argentina nel 1987 insieme a Paolo Sergi, Antonio Calabrò e Stefano Romeo per il possesso di 43 kg di eroina.
Tutte le operazioni si concludono nel 1995 con l'arresto di 271 persone, il sequestro di 37 000 piante e 10 tonnellate di canapa, 400 kg di anfetamine, 1 100 000 dollari australiani e beni immobili del valore di 6 milioni di dollari.

#### Anni Duemila
Nel 2002 viene ucciso in un frutteto a Griffith Antonio Romeo, sposato con la figlia di Giovanni Sergi. La polizia australiana pensa a due piste: Lo stesso Sergi mandò un sicario per motivi d'onore (poiché tradiva sua figlia) o per motivi economici, essendo un trafficante scomodo a Pasquale "Pat" Barbaro (figlio di Francesco Barbaro), dell'omonima famiglia.
Nel 2005 il ministro australiano Amanda Vanstone revoca l'ordine di deportazione al presunto 'ndranghetista originario di Oppido Mamertina Francesco Madafferi che risultava sul suolo australiano come clandestino. 
Madafferi e il fratello Antonio, un titolare di stallo nel commercio all'ingrosso nel mercato di frutta e verdura di Melbourne furono accusati da un rapporto della Polizia dello stato di Victoria di appartenere a una famiglia coinvolta in ricatti, estorsioni e omicidi. 
Il rapporto è stato pubblicato nel 2000 in un'udienza durante la battaglia di Madafferi contro la deportazione, ma è stato successivamente respinto da un giudice dell'Administrative Appeals Tribunal come contenente le informazioni da informatori della polizia senza nome e forse inaffidabili. 
Il ministro giustificò la sua decisione di garantire a Madafferi un visto a causa della sua insanità mentale. 
Sebbene sia accusato che i genitori e gli affiliati di Madafferi abbiano donato fino a 100 000 dollari australiani al Partito Liberale e quattro politici liberali abbiano discusso sul visto del calabrese.
Il 9 agosto 2008 a Melbourne in Australia a conclusione di un'operazione cominciata nel 2007, viene sequestrato il più grande carico di ecstasy dal valore di 264 milioni di euro. Nell'operazione sono state arrestate 21 persone di cui alcune anche in Europa: Belgio, Paesi Bassi, Germania e Italia. Il traffico era gestito in collaborazione con l'associazione criminale di motociclisti dei Black Uhlans. Tra gli arrestati Pasquale "Pat" Barbaro e Francesco Madafferi.

#### Oggi
Con l'operazione Crimine del 2010 si è confermato che i locali presenti in Australia fanno riferimento a una camera di controllo detta Crimine, i cui componenti fanno capo al Crimine di Polsi e si riuniscono periodicamente con le cosche calabresi per assumere decisioni e coordinarsi fra di loro.
A conclusione dell'operazione Crimine 2 il 9 marzo 2011 si viene a conoscenza del Locale di Stirling vicino a Perth, e di un presunto esponente, nonché ex sindaco della città, Tony Vallelonga.
La 'ndrangheta è tuttora presente in tutti gli stati australiani, i gruppi più attivi sono i Papalia-Sergi-Barbaro, gli Alvaro e i Giorgi-Morabito-Barbaro.
Ad oggi le forze dell'ordine australiane non ritengono vi siano organizzazioni criminali di stampo mafioso nel loro territorio, nonostante i numerosi processi e condanne definitive avvenute in passato.

### Austria
In Austria sono stati trovati conti correnti intestati a membri della 'ndrangheta.
L'operazione Total Reset del 2015 confisca nel territorio austriaco, in Bassa Austria, una villa di lusso riconducibile ai Pelle.
Il 19 febbraio 2018 si concludono le operazioni Martingala e Vello d'oro della Guardia di Finanza e della DIA che portano a 37 misure cautelari nei confronti di presunti affiliati ai Nirta (Scalzone), degli Araniti e dei Piromalli accusati di associazione per delinquere, estorsione, sequestro di persona, usura, riciclaggio e autoriciclaggio, attività finanziaria abusiva e trasferimento fraudolento di valori. Nelle operazioni si è eseguito anche un sequestro di beni dal valore di oltre 100 milioni d'euro, in particolare di aziende del settore della grande distribuzione, dell'edilizia, dell'acciaio e correlate ad appalti pubblici operanti in Toscana e all'estero, in particolare Slovenia, Croazia, Austria e Regno Unito.
Il 11 dicembre 2018 le forze dell'ordine austriache sequestrano 4 appartamenti tra Vienna e Innsbruck e 37,3 milioni di euro provenienti leganti a presunti affiliati alla 'ndrangheta e Cosa nostra.

### Belgio

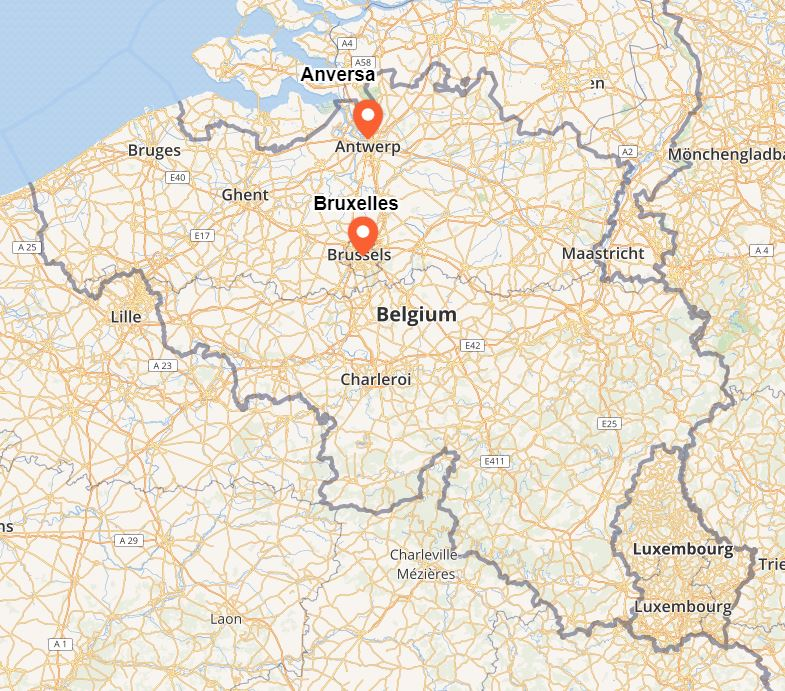
'ndrangheta nel Belgio (2017)

Il 18 luglio del 1991 viene ucciso a Liegi l'ex presidente del partito socialista belga Andrè Cools, nonché ex ministro delle finanze (1968-1971) e primo ministro dal 1969 al 1972. Era, di suo, invischiato in intrighi internazionali, mafia, p2 e riciclaggio.
Il 5 marzo 2004, con l'operazione Nasca e Timpano si viene a conoscenza di un traffico internazionale di droga, e il cui denaro ricavato da esso veniva riciclato in Belgio e Paesi Bassi. Nel primo, le 'ndrine avrebbero acquistato ben un intero quartiere di Bruxelles (di cui alcuni edifici costruiti da loro ditte). Le 'ndrine coinvolte sono quelle dei Bellocco e Ascone.
Il 18 ottobre 2012 si conclude l'operazione Revolution che porta all'arresto 29 persone affiliate alle cosche di Bovalino, Africo e San Luca accusate di associazione mafiosa e traffico internazionale di cocaina e altri reati tra cui l'introduzione di un titolo di stato statunitense falso del valore di 500 000 000 di dollari. Da questa operazioni, oltre ad essere evidenziati i legami con narcotrafficanti sudamericani si registrano contatti con esponenti della Sacra Corona Unita sin dal 2010. 
Le basi logistiche europee per il traffico internazionale erano: Anversa in Belgio, Amsterdam nei Paesi Bassi, Duisburg, Oberhausen e Düsseldorf in Germania.
Il 22 gennaio 2016 si conclude l'operazione Apegreen, iniziata nel 2014, contro 14 presunti affiliati dei Commisso, Ursino e Pesce accusati di narcotraffico. La cocaina proveniente dal Venezuela veniva trasportata ad Abidjan in Costa d'Avorio, per poi passare dal porto di Anversa in Belgio o dal Porto di Gioia Tauro.
Il 5 dicembre 2018 si conclude l'operazione European 'ndrangheta connection (ex Pollino) condotta dalla procura nazionale antimafia insieme all'Eurojust e partita da forze dell'ordine olandesi che ha portato all'arresto di una organizzazione di 90 persone dedita al traffico internazionale di stupefacenti tra Belgio, Paesi Bassi, Germania, Italia, Colombia e Brasile e che colpisce alcuni esponenti dei Pelle-Vottari, dei Romeo detti Stacchi, degli Cua-Ietto, degli Ursino e dei Nirta-Strangio nonché esponenti della criminalità turca. Tra gli arrestati Giuseppe e Francesco Marando, José Manuel Mammoliti, Giovanni Giorgi, Antonio Costadura detto U Tignusu, Domenico Romeo detto Corleone, Francesco Luca Romeo, Sebastiano Romeo e Domenico Strangio. Sono accusati alcuni anche di intestazione fittizia e associazione mafiosa, l'operazione ha anche portato al sequestro di diverse tonnellate di cocaina e alla scoperta di azioni di riciclaggio, di pagamenti in bitcoin, e dell'uso di attività ristorative come supporto alla logistica del traffico. In Belgio l'operazione si è svolta nella provincia di Limburgo.

### Bolivia
In Bolivia la 'ndrangheta ha uomini presenti nella criminalità locale.
Negli anni '90 era nato un traffico di droga che partiva dalla Bolivia e giungeva a Essen in Germania ribattezzato Santa Cruz Connection.
Il 20 luglio 2009 l'operazione Trovador della Squadra Mobile di Reggio Calabria arresta 49 persone (di cui 13 stranieri: peruviani, cileni, uruguaiani, romeni e un serbo-montenegrino) accusate di essere coinvolte in un traffico di droga proveniente dalla Bolivia, che transitava per l'Albania e diretto in Italia. Sarebbero affiliate alle cosche Maesano e Pangallo. Gli stessi elementi importavano droga anche dal Perù, che però transitava dalla Spagna.

### Brasile

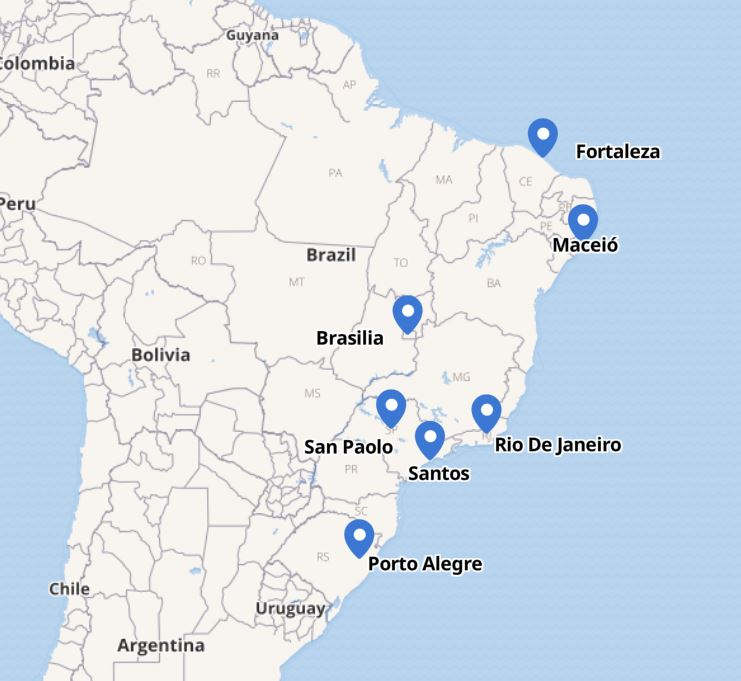
'Ndrangheta in Brasile (2019)

In Brasile è presente almeno dall'inizio degli anni ottanta, per il controllo dei flussi di droga verso l'Europa. 
Le cosche presenti sono i Morabito, i Caridi, i Muto, i Libri, i Pizzata e i Chirillo a Rio de Janeiro, nuovamente i Morabito e i Muto, i Piromalli, i Commisso e i Pelle a San Paolo mentre a Brasilia sempre i Commisso, i Piromalli e i Maesano e infine a Fortaleza i Morabito. 
Non si parla anche di "colonizzazione" (2015) ma è certo l'insediamento.
Durante l'operazione Cartagine del 1995, poi ribattezzata Fortaleza furono sequestrati ingenti quantitativi di cocaina dati dal Cartello di Cali all'organizzazione criminale. 
Nel 1992 fu arrestato Francesco Sculli, nipote di Rocco Morabito per traffico di cocaina e furono sequestrati 592 chili di droga proveniente dal Brasile e destinate a Rotterdam. 
Nel 1993 Rocco Morabito organizzò un trasporto di 693 chili verso l'Italia.
Nel 2003 fu intercettato un altro carico diretto ad Amburgo. 
A Fortaleza sono presenti i Morabito e i Mazzaferro.
Alcuni pentiti di 'ndrangheta affermano che San Paolo stia diventando uno snodo importante per i traffici di droga. Gli 'ndranghetisti sono presenti anche a: Rio de Janeiro, Porto Alegre, Brasilia e Maceió.
Il 20 marzo 2014 vengono arrestate 23 persone per traffico internazionale di droga tra cui esponenti degli Ietto-Cua-Pipicella come Pasquale Bifulco che era in collaborazione con un'organizzazione criminale montenegrina che faceva capo a Vladan Radoman, e a peruviani, brasiliani, inglesi e irlandesi importavano cocaina dal Perù, passava attraverso i porti brasiliani e giungeva a Gioia Tauro.
Il 27 ottobre 2016 vengono abbandonati in mare vicino a Gioia Tauro 16 borsoni con 3365 chili di cocaina che si scoprirà essere stati buttati dai 9 marinai (originari di Kiribati) di una nave proveniente dal Porto di Rio de Janeiro. Una volta rivenduta la cocaina avrebbe potuto fruttare 77 milioni di euro.
Il 5 dicembre 2018 si conclude l'operazione European 'ndrangheta connection (ex Pollino) condotta dalla procura nazionale antimafia insieme all'Eurojust e partita da forze dell'ordine olandesi che ha portato all'arresto di un'organizzazione di 90 persone dedita al traffico internazionale di stupefacenti tra Belgio, Paesi Bassi, Germania, Italia, Colombia e Brasile e che colpisce alcuni esponenti dei Pelle-Vottari, dei Romeo detti Stacchi, degli Cua-Ietto, degli Ursino e dei Nirta-Strangio nonché esponenti della criminalità turca. Tra gli arrestati Giuseppe e Francesco Marando, José Manuel Mammoliti, Giovanni Giorgi, Antonio Costadura detto U Tignusu, Domenico Romeo detto Corleone, Francesco Luca Romeo, Sebastiano Romeo e Domenico Strangio. Sono accusati alcuni anche di intestazione fittizia e associazione mafiosa, l'operazione ha anche portato al sequestro di diverse tonnellate di cocaina e alla scoperta di azioni di riciclaggio, di pagamenti in bitcoin con un broker in Brasile.
Il 6 giugno 2019 si conclude l'operazione internazionale delle forze di polizia italiane, francesi, brasiliane e della Costa d'Avorio contro la 'ndrangheta e la camorra denominata Spaghetti connection che porta all'arresto di 10 persone, di cui 6 italiani residenti nello stato africano per traffico internazionale di cocaina che veniva spedita dal porto di Santos, in Brasile verso Abidjan in Costa d'Avorio.
Il reportage di UOL nel 2019 rivela che tra il 2017 ed il 2018 almeno 3 boss calabresi si sarebbero messi in contatto con il Primeiro Comando da Capital per il narcotraffico muovendo 2 tonnellate di cocaina che sarebbe passata dai porti di Santos (San Paolo), Salvador (Bahia), Itajaí (Santa Catarina) e Rio de Janeiro.
Il 17 settembre 2019 la polizia brasiliana di San Paolo arresta Andrea de Oliveira Macedo, presunto affiliato al Primeiro Comando da Capital e in affari con gli italiani Nicolas e Patrick Assisi, broker del narcotraffico vicini alla 'ndrangheta e già arrestati a luglio dalla Policia Federal a Praia Grande (San Paolo). La droga partirebbe dal porto di Santos.

### Bulgaria
In Bulgaria sono presenti per riciclaggio e traffico di droga le cosche Vrenna-Bonaventura e i De Stefano.
Con l'operazione Magna Charta dei Carabinieri del 4 giugno 2012 vengono arrestati esponenti dei Bellocco piemontesi in alleanza con elementi della criminalità bulgara come Evelin Nicolov Banev, per gestire un traffico di droga tra Lombardia, Piemonte, Veneto, Bulgaria, Spagna, Paesi Bassi, Slovenia, Romania, Croazia, Finlandia e Georgia. La droga proveniva da Venezuela, Argentina e Isola di Santo Domingo.

### Canada

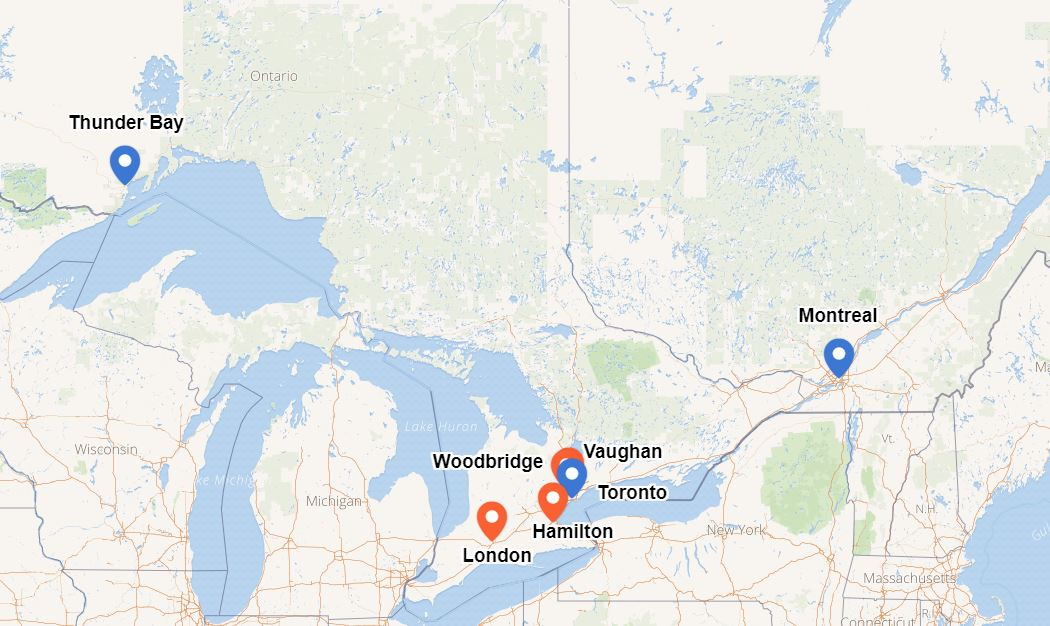
Presenza della 'ndrangheta in Canada: in blu la presenza di locali mentre in arancione la presenza di 'ndrine e/o loro attività

La presenza della malavita calabrese in Canada risale agli inizi del '900 nella città di Toronto. Allora il boss era un certo Joe Musolino, cugino del più noto brigante Giuseppe Musolino.
A quei tempi si dedicavano alle estorsioni e successivamente, nell'epoca del proibizionismo, al contrabbando di alcolici.
In quel periodo il boss era Rocco Perri in contatto con Frank Costello.
In ogni regione canadese era presente qualche 'ndrina.
È però col cosiddetto Siderno Group che la 'ndrangheta fa il salto di qualità attivandosi nel traffico di eroina.
Era operativo in Canada fin dagli anni cinquanta, ma il suo periodo d'oro fu tra gli anni ottanta e novanta. Aveva un giro d'affari stimato in 50 milioni di dollari.
Fu gestito da Antonio Macrì, storico capo di Siderno fino alla sua morte verificatasi il 20 gennaio 1975, poi passò al suo vice Francesco Commisso ed a suo figlio Cosimo (detto U quagghja).
Nel 1971 la polizia canadese scoprì 23 sospetti nella casa di Cosimo Stalteri, dopo aver intercettato una conversazione del boss calabrese Mike Racco mentre stavano battezzando un nuovo affiliato.
Sempre in Canada si hanno notizie della perpetrazione della faida di Siderno fra i Costa ed i Commisso con l'omicidio nel 1991 di Giovanni Costa.
Dalle indagini dell'operazione Siderno Group il 22 luglio 1990 si svolge una riunione ad Ardore tra esponenti di livello internazionale della 'ndrangheta, tra cui: Domenico Sergi per l'Australia, Vincenzo Trento per il Canada, Eliseo Lazzarino per il Belgio ed Anthony Cipriani da Terranova Sappo Minulio (arrestato una volta in Australia il 21 agosto del 1984) per traffico in eroina. Quest'ultimo si muoveva tra Regno Unito, Svizzera e Paesi Bassi probabilmente per fini di riciclaggio.
Nel 1992 la polizia registra un incontro tra dieci capi delle famiglie canadesi che operano a Toronto, Hamilton, Ottawa e London.
Tra questi vi è Cosimo Stalteri (Siderno 20 gennaio 1925 - William Osler Health Centre, Toronto 14 febbraio 2011), facente parte anch'egli del Siderno Group, emigrato in Canada nel 1952 ed uno dei membri del Crimine canadese, in contatto diretto con Giuseppe Commisso, detto U mastru. 
In un'intercettazione dell'operazione Crimine del 2010 parlano di lui e di come abbia mantenuto in buono stato l'organizzazione in Canada.
Nel recente passato erano solidali con l'organizzazione presente a Montréal di Vito Rizzuto che raccoglieva cellule criminali di origine siciliana e calabrese e manteneva contatti con la 'ndrangheta canadese ed italiana.
L'organizzazione Siderno Group pare non sia ancora scomparsa da come è stato dimostrato dalle intense attività di narcotraffico di Giuseppe Coluccio arrestato a Toronto nel 2008 e portate avanti dal fratello Salvatore Coluccio (arrestato nel 2009 a Marina di Gioiosa Jonica), i quali avevano rapporti anche con i Cuntrera-Caruana e con i mafiosi di Cosa Nostra.
Con l'operazione Crimine del 2010 si viene a conoscenza che a Toronto sono presenti nove locali (di cui uno a Thunder Bay), i quali fanno riferimento ad una "camera di controllo" denominata Crimine, i cui membri riferiscono delle attività canadesi al Crimine Calabrese; le loro attività vanno dal traffico di droga al gioco d'azzardo ed usura.
Nell'operazione sono state individuate anche sette 'ndrine i cui rispettivi capi sono:
1. Tavernese Vincenzo ed Andrianò Giuseppe (fratello di Emilio) alleati con i Coluccio, gli Aquino ed i Bruzzese;
2. Figliomeni Cosimo;
3. Coluccio Antonio, nella cui organizzazione strettamente legata a quella di Tavernese opererebbe anche Verduci Carmine;
4. Commisso Cosimo;
5. Figliomeni Angelino;
6. Demaria Jimmy;
7. Russo Domenico;

Tutte queste famiglie vengono rappresentate in una commissione il cui capo, nell'agosto 2008, era Angelino Figliomeni, e chiamata anche lì, analogamente alla Calabria, Crimine.
Si scopre anche che un certo Antonio Minnella sarebbe il capo-locale di Thunder Bay, cittadina lacustre dell'Ontario.
Il 26 aprile 2014 viene ucciso a Woodbridge (vicino a Toronto) il boss Carmine Verduci, già menzionato nell'operazione Crimine, come presente in una riunione di 'ndrangheta in Calabria nel 2008, nonché come uomo di contatto tra le 'ndrine canadesi e quelle della Locride. L'omicidio si potrebbe inserire nel contesto di una faida per il controllo criminale del Québec e dell'Ontario.

### Cile
Il Cile è uno dei tanti paesi in cui viene acquistata la Cocaina.
Il 9 luglio 2015 si conclude l'operazione Overting, iniziata nel 2005 ha portato all'arresto di 44 persone tra cui persone legate ai Mancuso, in collaborazione con un gruppo criminale albanese di Fiano Romano per traffico internazionale di cocaina. La droga proveniva dal Cile, dal Venezuela e dalla Colombia e grazie anche al broker 'ndranghetista Domenico Trimboli pentito dal 19 marzo 2015. L'incontro con i narcos per l'accordo sullo scambio avveniva invece in Spagna. In Calabria, a Spilinga c'era la raffineria per recupera la cocaina liquida impregnata in partite di vestiti o allo stato solido in piastrelle per pavimenti. Gli albanesi almeno una volta hanno tenuto in ostaggio un vibonese come garanzia del traffico.

### Colombia
Inizia ad intrattenere rapporti con la malavita locale da quanto si mette negli anni settanta nel traffico di stupefacenti.
In Colombia la 'ndrangheta ha intensi traffici di cocaina, e molti 'ndranghetisti vivono in loco per mantenere forti rapporti e prezzi di favore con i narcos colombiani e le AUC di Salvatore Mancuso Gómez.
Negli anni novanta ha affiliati nei cartelli di Calì e Medellín.
Successivamente alla disgregazione di questi, in cartelli più piccoli, essa continua una relazione stabile.
Grazie a questa stretta collaborazione la 'ndrangheta dal 2000 in poi è riuscita a ottenere il monopolio della cocaina in Europa raggiungendo cifre da capogiro.
A poco a poco si è sostituita a Cosa nostra tanto che spesse volte per i clan siciliani di Cosa Nostra e camorristici faccia da garante in caso di mancati pagamenti e addirittura convenga alle altre mafie italiane comprare la cocaina direttamente in Italia dai calabresi.
La droga, una volta veniva fatta spedire su navi direttamente dalla Colombia al porto di Gioia Tauro, oppure tramite corrieri della droga per via aerea.
Al giorno d'oggi essendosi intensificati i controlli si preferisce trasportarla prima nei paesi limitrofi come l'Argentina e poi spedirla in Italia o addirittura farla passare dall'Africa dalla quale ci sono meno controlli.
Il 28 marzo 2006 tramite il procuratore nazionale antimafia, Piero Grasso si viene a sapere che in Colombia c'era in costruzione un sommergibile per il trasporto di cocaina in Europa così da poter evitare i radar.
Il 26 aprile 2013 viene arrestato a Medellín, in Colombia il narcotrafficante Domenico Trimboli, nato a Buenos Aires (Argentina) (ma originario di Natile di Careri) e latitante dal 2009, già condannato a 12 anni di carcere. All'udienza del tribunale di Alessandria nel 2014 decide di diventare collaboratore di giustizia. Era in contatto con il narcotrafficante Roberto Pannunzi, con le cosche della ionica reggina, la Camorra e Cosa Nostra nonché col narcotrafficante Nelson Ybara Ramirez, di cui ha sposato la figlia.
Il 5 dicembre 2018 si conclude l'operazione European 'ndrangheta connection (ex Pollino) condotta dalla procura nazionale antimafia insieme all'Eurojust e partita da forze dell'ordine olandesi che ha portato all'arresto di un'organizzazione di 90 persone dedita al traffico internazionale di stupefacenti tra Belgio, Paesi Bassi, Germania, Italia, Colombia e Brasile e che colpisce alcuni esponenti dei Pelle-Vottari, dei Romeo detti Stacchi, degli Cua-Ietto, degli Ursino e dei Nirta-Strangio nonché esponenti della criminalità turca. Tra gli arrestati Giuseppe e Francesco Marando, José Manuel Mammoliti, Giovanni Giorgi, Antonio Costadura detto U Tignusu, Domenico Romeo detto Corleone, Francesco Luca Romeo, Sebastiano Romeo e Domenico Strangio. Sono accusati alcuni anche di intestazione fittizia e associazione mafiosa, l'operazione ha anche portato al sequestro di diverse tonnellate di cocaina e alla scoperta di azioni di riciclaggio, di pagamenti in bitcoin, e dell'uso di attività ristorative come supporto alla logistica del traffico. Le città coinvolte sono: Horst, Venray, Amsterdam e Rotterdam per i Paesi Bassi, Brüggen in Renania Settentrionale-Vestfalia per la Germania.

### Costa d'Avorio
A gennaio 2016 si conclude l'operazione Apegreen, iniziata nel 2014, contro 14 presunti affiliati dei Commisso, Ursino e Pesce accusati di narcotraffico. La cocaina proveniente dal Venezuela veniva trasportata ad Abidjan in Costa d'Avorio, per poi passare dal porto di Anversa in Belgio o dal Porto di Gioia Tauro.
Il 6 giugno 2019 si conclude l'operazione internazionale delle forze di polizia italiane, francesi, brasiliane e della Costa d'Avorio contro la 'ndrangheta e la camorra denominata Spaghetti connection che porta all'arresto di 10 persone, di cui 6 italiani residenti nello stato africano per traffico internazionale di cocaina che veniva spedita dal porto di Santos, in Brasile verso Abidjan in Costa d'Avorio.

### Croazia
Il 19 febbraio 2018 si concludono le operazioni Martingala e Vello d'oro della Guardia di Finanza e della DIA che portano a 37 misure cautelari nei confronti di presunti affiliati ai Nirta (Scalzone), degli Araniti e dei Piromalli accusati di associazione per delinquere, estorsione, sequestro di persona, usura, riciclaggio e autoriciclaggio, attività finanziaria abusiva e trasferimento fraudolento di valori. Nelle operazioni si è eseguito anche un sequestro di beni dal valore di oltre 100 milioni d'euro, in particolare di aziende del settore della grande distribuzione, dell'edilizia, dell'acciaio e correlate ad appalti pubblici operanti in Toscana e all'estero, in particolare Slovenia, Croazia, Austria e Regno Unito.

### Ecuador
Alcune 'ndrine risiedono in Ecuador per il traffico internazionale di droga.

### Francia

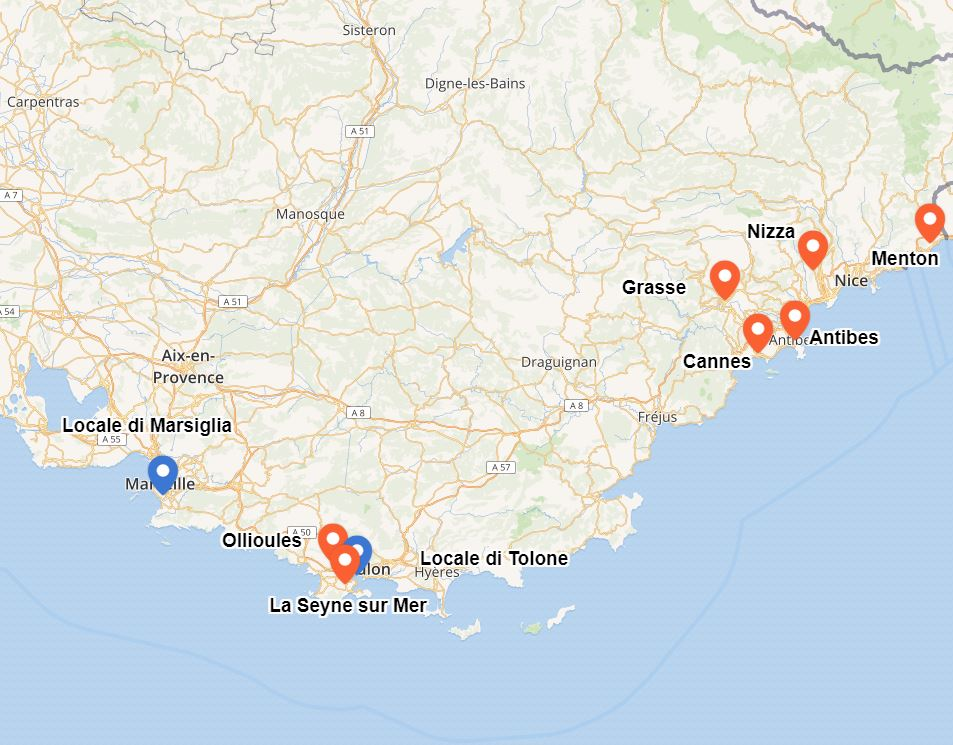
'ndrangheta in Francia - Costa Azzurra (2017); in blu le locali, in arancione la presenza di 'ndrine

Si viene a conoscenza della 'ndrangheta in territorio francese dagli anni settanta, e precisamente in Costa Azzurra. 
Qui vengono svolte moltissime attività illecite, le 'ndrine del reggino riciclano denaro le 'ndrine della Locride, in particolar modo di Platì operano nel traffico di droga. 
Secondo il Collaboratore di giustizia Giovanni Gullà in tutti i paesi della Costa Azzurra c'è un Locale di 'ndrangheta. 
I locali più importanti sono quello di Marsiglia, di Tolone e di Clermont Ferrand. 
In Francia sono stati arrestati molti 'ndranghetisti: Paolo De Stefano, Domenico Libri, Natale Rosmini e Luigi Facchineri. 
Dall'operazione Trait union del 2015 si delinea che a Mentone si trovano i Pellegrino, a Nizza le 'ndrine Pesce e Bellocco di Rosarno e Papalia di Platì, Palumbo, Italiano di Delianuova, a Grasse i Piromalli-Molè, ad Antibes i Palumbo, Papalia di Platì, Italiano di Delianuova, a Cannes gli Stanganelli (di Rosarno), a Pégomas i Pesce, a La Seyne-sur-Mer e Ollioules, vicino a Tolone i Morabito.
Il 15 giugno 2015 con l'operazione Trait union viene sgominato un traffico di droga internazionale che ha portato all'arresto di 17 persone tra presunti esponenti della 'ndrangheta e criminali francesi. 
L'hashish proveniva dal Marocco, che all'occasione poteva venire scambiate con cocaina in Martinica, in centro America. Per la 'ndrangheta vi erano presunti esponenti delle famiglie Gallico e Molè residenti ad Imperia e sulla Costa Azzurra, ma anche i Magnoli di Rosarno, legati ai Stanganelli, ai Molè e ai Giovinazzo.
Il 25 gennaio 2016 si conclude l'operazione Antibes che porta all'arresto di 16 persone presunte affiliate al locale di Pellaro (Reggio Calabria) tra cui ci sarebbero i fiancheggiatori della latitanza del boss Giovanni Franco conclusasi ad Antibes nel novembre 2013.
Secondo la prima relazione semestrale del 2017 della DIA si registrano a:
- Antibes: i Palumbo[107], gli Italiano[107]
- Cannes; gli Stanganelli[107]
- Grasse: i Molè[107], i Piromalli[107]
- Mentone: i Pellegrino[107]
- Nizza: i Pesce-Bellocco[107], Papalia, Italiano, Palumbo[107]
- Ollioules: i Morabito[107]
- Pégomas: i Pesce[107]
- La Seyne-sur-Mer: i Morabito[107]

Il 14 giugno 2019 a Mâcon in Borgogna-Franca Contea viene arrestato con un mandato d'arresto europeo emanato dalla polizia italiana verso la Office central de lutte contre le crime organisé (Ocloco) nei confronti di Giuseppe Cortese, accusato insieme ad altre 30 persone di traffico internazionale di cocaina e di far parte di un'associazione 'ndranghetista.
Il 5 settembre 2019 viene arrestato ad Arzon (Bretagna) in Francia Mario Miceli, genero di Domenico Barbaro detto l'australiano, latitante da novembre 2018. In Francia aveva creato un'azienda di pulizie. Il 4 ottobre viene estradato in Italia.
Il 9 dicembre 2019 con la conclusione dell'operazione Magma che colpisce membri apicali dei Bellocco in tutta Italia e all'estero rivela che di recente la 'ndrangheta usava il Porto di Le Havre per reperire droga transitante da Santo Domingo e proveniente dal porto di Santa Marta in Colombia.
Il 2 febbraio 2023 viene arrestato a Saint-Étienne Edgardo Greco, latitante dal 2006, accusato del duplice omicidio di Stefano e Giuseppe Bartolomeo avvenuto a Cosenza il 5 gennaio 1991 in seno alla faida cosentina tra i Pino-Sena" e "Perna-Pranno. Il latitante vi risiedeva dal 2014 e lavorava come pizzaiolo.
| Presenza della 'ndrangheta in Francia | Presenza della 'ndrangheta in Francia                                             | Presenza della 'ndrangheta in Francia                                             | Presenza della 'ndrangheta in Francia |
| Regione                               | Località                                                                          | 'Ndrine presenti                                                                  | Attività illegali                     |
| ------------------------------------- | --------------------------------------------------------------------------------- | --------------------------------------------------------------------------------- | ------------------------------------- |
| Provenza-Alpi-Costa Azzurra           | Antibes, Cannes, La Seyne-sur-Mer, Marsiglia, Mentone, Ollioules, Pégomas, Tolone | Bellocco, Gallico, Molè, Morabito, Palumbo, Papalia, Pellegrino, Pesce, Piromalli | traffico di droga                     |
| Alvernia-Rodano-Alpi                  | Clermont Ferrand                                                                  |                                                                                   | traffico di droga                     |
| Normandia                             | Senna Marittima,                                                                  | Bellocco                                                                          | traffico di droga                     |

### Germania
(Petra Reski, giornalista del Die Zeit)

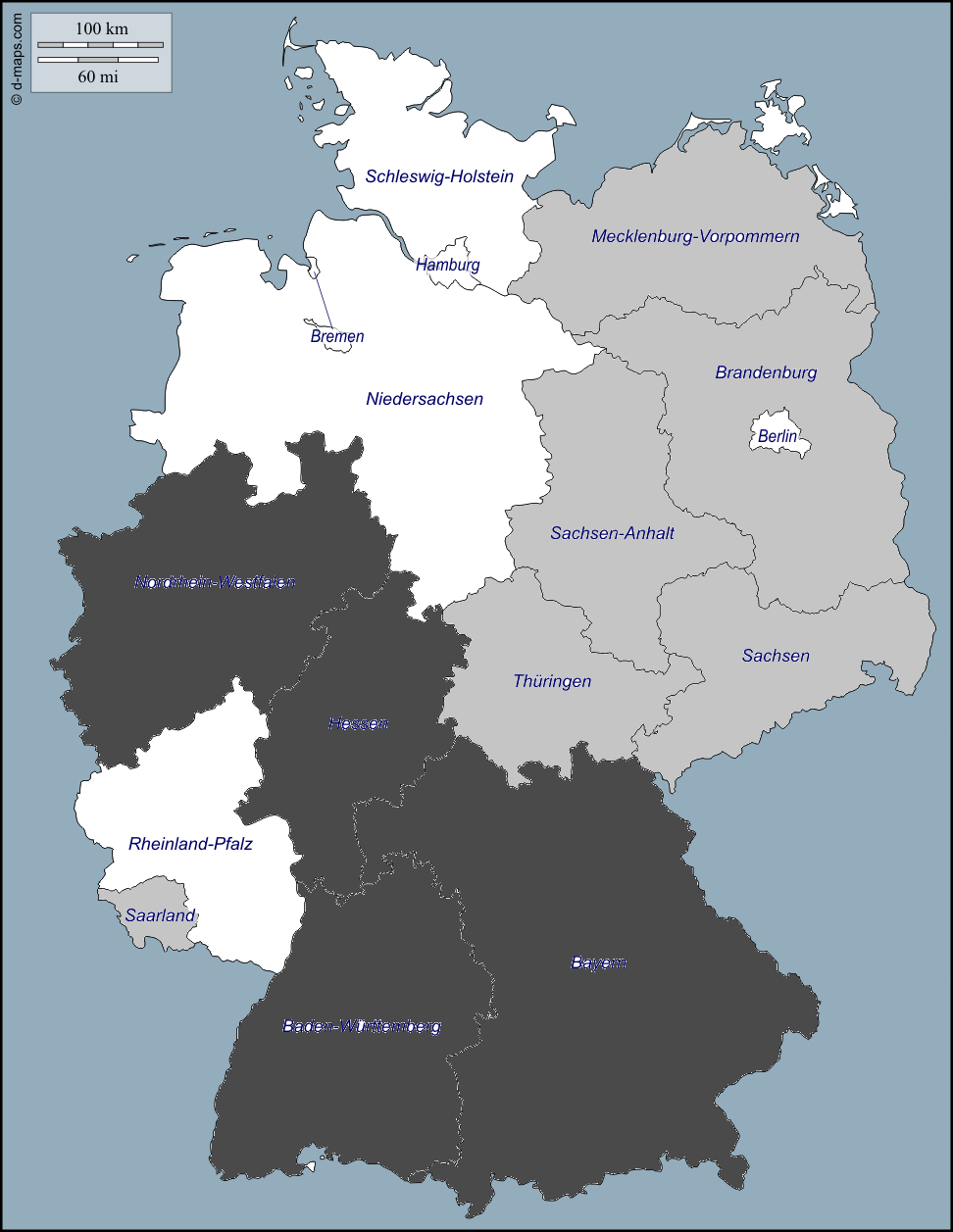
'ndrangheta in Germania (grigio scuro presenza accertata di Locali)

La presenza della 'ndrangheta in Germania comincia negli anni cinquanta con le migrazioni di numerosi calabresi in Renania Settentrionale-Vestfalia. Nei primi anni ottanta, ha cominciato a investire in ristoranti, pizzerie, gelaterie, e poi villaggi turistici, alberghi, ville e case in Turingia, Sassonia, Renania Settentrionale-Vestfalia e nel Baden-Württemberg.
Ha poi posto le basi per la gestione del traffico di droga dal Sud America: compravano la droga, la facevano spedire e una volta giunta in Germania delegavano la vendita al dettaglio.
Si ipotizza investa nella Borsa di Francoforte. La rivista Berliner Zeitung rivela che secondo il Bundesnachrichtendienst, i servizi segreti tedeschi i calabresi avrebbero acquistato pacchetti azionari di Gazprom e di altre società energetiche.
Negli anni '80 si insedia la cosca crotonese dei Farao-Marincola, in particolare nel Baden-Württemberg, Assia e Rheinland-Pfalz, i Carelli a Stoccarda installano una raffineria per la produzione di stupefacenti.
Nel 1989 sono stati arrestati degli affiliati che insieme ad esponenti di Cosa Nostra, i Ferrara e i Santapaola di Catania, gestivano la contraffazione di marchi tedeschi.
Il traffico di droga resta comunque l'attività principale.
Negli anni novanta, confessa il pentito Giorgio Basile (primo pentito di 'ndrangheta in Germania) le attività del narcotraffico e dello spaccio di marchi falsi e sempre in quel periodo il locale di Corigliano ricicla il denaro attraverso le banche.
Da Essen, in quel periodo terminava un traffico di droga che partiva dalla Bolivia, ribattezzata Santa Cruz Connection.
L'organizzazione, poi, caduto il muro di Berlino, si espande anche in Turingia, in particolare ad Erfurt, dove si dedicano quasi esclusivamente al riciclaggio, aprendo anche molti ristoranti. Avrebbero anche sponsorizzato la squadra di calcio FC Rot-Weiss Erfurt.
Secondo il Bundesnachrichtendienst (BND) sarebbe riuscita a procurarsi anche una certa influenza politica, fino ad arrivare in parlamento e nell'amministrazione pubblica. Jürgen Roth, esperto di criminalità organizzata, sulla rivista Stern afferma che nel territorio tedesco la mafia calabrese può avere l'appoggio di 1.800 persone, con molti "locali".
Nella notte del 15 agosto 2007 (strage di Ferragosto) vengono uccisi sei italiani di età compresa tra i 16 e i 39 anni nelle vicinanze della Stazione Centrale di Duisburg. È la prima volta che la 'ndrangheta provoca una strage di queste proporzioni al di fuori del territorio nazionale.
Nel 2003 si attesta la presenza dei Giorgi e dei Pelle a Dresda.
Nel marzo del 2009 la Polizia federale tedesca dichiara che in Germania ci sono 230 'ndrine con centinaia di affiliati dislocate in tutte le regioni ma principalmente in Baviera, Assia e Renania Settentrionale-Vestfalia. Le famiglie più potenti sono i Romeo, i Pelle-Vottari di San Luca, i Farao-Marincola e i Carelli del crotonese e gli Italiano-Papalia-Palumbo della zona aspromontana.
I Locali di Cirò e di Corigliano sono coinvolti insieme a gruppi albanesi nel traffico di armi.
Altre attività censite sono l'estorsione, il traffico di rifiuti tossici e di armi.
Il 7 gennaio 2012 Jörg Ziercke, il presidente dalla polizia federale tedesca, la BKA afferma che sin dagli anni '80 metà dei gruppi criminali che operano in Germania risalgono alla 'ndrangheta, che oggi è la maggior organizzazione criminale.
Il 9 gennaio 2018 si conclude l'operazione Stige porta all'arresto di 170 presunti affiliati o sodali dei Farao-Marincola e dei Giglio tra cui 13 arresti sono avvenuti in territorio tedesco in Assia e a Stoccarda. In Germania imponevano i loro prodotti vicino e i semilavorati per la pizza.
| Presenza della 'ndrangheta in Germania                            | Presenza della 'ndrangheta in Germania | Presenza della 'ndrangheta in Germania                                                                     | Presenza della 'ndrangheta in Germania                   |
| Stato federale                                                    | Località | 'Ndrine presenti                                                                                           | Attività illegali                                        |
| ----------------------------------------------------------------- | --- | --- | -------------------------------------------------------- |
| Assia                                                             | Francoforte, Kassel, Marburgo | Farao-Marincola                                                                                            | Ristorazione                                             |
| Baden-Württemberg                                                 | Blaustein, Deizisau, Donaueschingen, Duisburg, Engen, Friburgo, Ludwigsburg, Mannheim, Radolfzell, Ravensburg, Rielasingen-Worblingen, Singen, Stoccarda, Tubinga | Papalia, Palumbo, Italiano, Pesce, Bellocco, Pelle-Vottari, Romeo                                          | Narcotraffico, riciclaggio, ristorazione                 |
| Bassa Sassonia                                                    | Munster | Grande Aracri                                                                                              |                                                          |
| Baviera (Bassa Baviera, Media Franconia, Svevia, Alto Palatinato) | Monaco, Norimberga | Carelli, Maiolo, Romeo, Pelle-Vottari, Nirta-Strangio, Mammoliti                                           | Narcotraffico, riciclaggio                               |
| Brandeburgo                                                       | | Romeo |                                                          |
| Meclemburgo-Pomerania Occidentale                                 | | Papalia, Palumbo, Italiano, Romeo, Alvaro, Nirta-Strangio                                                  |                                                          |
| Renania Settentrionale-Vestfalia                                  | Aquisgrana, Bochum, Colonia, Detmold, Düsseldorf, Essen, Gelsenkirchen, Hagen, Krefeld, Neukirchen-Vluyn, Siegburg, Warstein                                      | Ascone, Carelli, Farao-Marincola, Giglio, Mammoliti, Megna, Morabito, Romeo, Pelle-Vottari, Nirta-Strangio | Estorsioni, Traffico di armi, Narcotraffico, Riciclaggio |
| Saarland                                                          | Bous, Saarbrücken | Italiano                                                                                                   |                                                          |
| Sassonia                                                          | Dresda, Lipsia, Riesa, Wismar | Farao-Marincola, Romeo, Nirta-Strangio                                                                     | Narcotraffico, riciclaggio                               |
| Sassonia-Anhalt                                                   | | Papalia |                                                          |
| Turingia                                                          | Erfurt, Weimar | Pelle, Romeo                                                                                               | Riciclaggio                                              |

### Ghana
Il Ghana, come altri paesi dell'Africa Occidentale è un paese che viene utilizzato come passaggio intermedio per il traffico di droga dal Sud America all'Europa, soprattutto da quando sono stati intensificati i controlli per le tratte dirette.
Il 12 maggio 2010 con l'operazione Annibale partita 3 anni fa, viene scoperto un traffico internazionale di cocaina con base nel convento dell'Missionarie del Sacro Cuore di Gesù nella zona di Porta Romana a Milano. Vengono arrestate 33 persone in ben 10 province italiane, tra cui alcune affiliate ai Pelle-Vottari (tra cui Giuseppe e Domenico Vottari) e ai Coco Trovato. La droga veniva acquistata dai cartelli colombiani di Cali, Medellín, Barranquilla e Pereira, portata in Ghana, dove truffando la FAO avevano accesso ai suoi fondi (concessi per lo sviluppo del mercato ittico locale) e la si stoccava, infine veniva spedita in Italia. I viaggi in Colombia erano mascherati come pellegrinaggi dei fedeli.

### Irlanda
Riciclaggio e traffico di droga da parte dei Trimboli dall'Australia negli anni '90.

### Lussemburgo
La 'ndrangheta, rappresentata dalle cosche originarie di Mammola e Siderno sarebbe presente nel sud-ovest del paese, nell'area mineraria definita "Minett" ed in particolare nei paesi di Differdange e Niederkorn.
L'inchiesta #OpenLux di Irpimedia (partita da un database di Le Monde presente nel progetto Organized Crime and Corruption Reporting Project) di febbraio 2021 svela le attività illecite di affiliati dei Rumbo-Galea-Figliomeni di Mammola, in particolare di Santo Rumbo, con presunta dote di trequartino, figlio di Riccardo Rumbo e di Salvatore Scali, figlio di Rodolfo capo-locale di Mammola e di Cuorgnè in Piemonte (indagine Minotauro).
Sarebbero potuto essere proprio i membri del locale di Mammola operanti in Lussemburgo che nel 2005 avrebbero potuto favorire la latitanza dei narcotrafficanti omonimi Bruno Giorgi di San Luca.
Essendo dipendenti da Siderno, ci sono collegamenti anche con la 'ndrangheta canadese come si evince dall'operazione Recupero-Bene comune del 2010 che portò alla condanna di Santo Rumbo e del nipote di Tito Figliomeni che tentò di scappare in Canada e da cui fu estradato nel 2018.

### Malta
Nel 2013 le forze dell'ordine si interessano degli affari delle slot machine dell'imprenditore del gioco d'azzardo legale Luigi Tancredi e del "riservato" (non affiliato) dei Mazzaferro Nicola Femia, oggi pentito, in cui per alcune sue attività imprenditoriali relative al Casinò di Venezia e svolte a Malta in cui stanno ancora (2018) indagando le autorità di San Marino.
A settembre 2015 viene scoperto che l'incaricato per alcune 'ndrine di Reggio Calabria, in particolare i Tegano, per gestire il gioco d'azzardo sull'isola di Malta con l'appoggio di faccendieri locali sarebbe il reggino M.G. che partendo dalla gestione di un internet point a Reggio Calabria diventa country manager di alcuni società italiane di gioco d'azzardo per finire nella maltese Betuniq che sarebbe finanziata con proventi illeciti. Il denaro del gioco d'azzardo legale servirebbe per il riciclaggio del denaro ed ammonterebbe a circa 2 miliardi di euro.
A maggio 2017 scoppia il soprannominato scandalo finanziario dei Malta Files grazie ad indagini di European Investigative Collaborations che scopre come diverse aziende usano la fiscalità di Malta per l'evasione fiscale nei confronti dell'Unione europea.
I documenti di Malta Files rivelano che anche le mafie italiane, tra cui la 'ndrangheta sono coinvolte, in particolare un presunto membro dei Romeo-Calabrò di San Luca, risulta essere direttore di Haru Pharma con sede legale a Balzan a Malta e registrata nello stato caraibico di Saint Kitts e Nevis.

### Messico
In Messico è attiva nel traffico di droga.
Il 17 settembre 2008 in un'operazione dell'FBI e della DEA statunitense, dell'ICE messicana a cui hanno partecipato anche i carabinieri del ROS sono state arrestate 200 persone appartenenti al cartello messicano dei Los Zetas e ad altre organizzazioni criminali a cui vendevano la droga, tra cui la 'Ndrangheta, nella fattispecie sono stati arrestati Vincenzo e Giulio Schirripa appartenenti all'omonima 'ndrina, la quale faceva parte di un'alleanza con i Coluccio, gli Aquino e i Macrì e con i quali avrebbero importato ogni volta 1000 chili di cocaina.
I contatti fra le due organizzazioni venivano prese tramite elementi del cartello messicano a New York.
Sono stati arrestati anche 16 esponenti dei Coluccio e degli Aquino tra New York e la Calabria. 
L'accordo con i Los Zetas è avvenuto dopo l'arresto dell'ecuadoriano Luis Calderon, principale fornitore per queste 'ndrine.
Nel 2011 con l'operazione Crimine 3 riemergono contatti d'affari tra le 'ndrine e il Messico, nella fattispecie con il Cartello del Golfo.

### Paesi Bassi

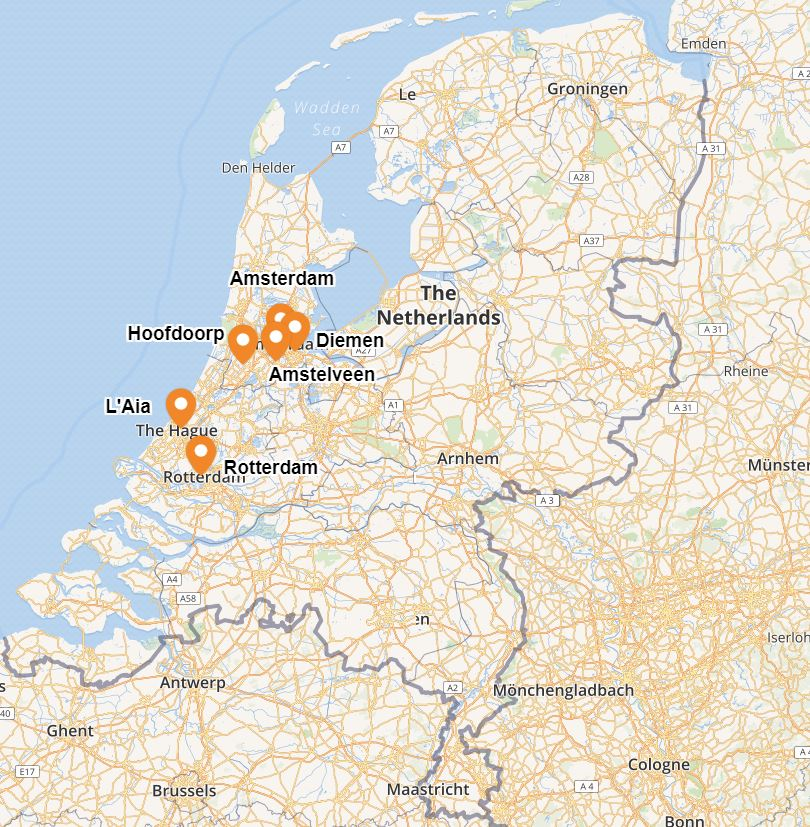
'ndrangheta nei Paesi Bassi (2017)

Qui la 'ndrangheta è attiva nel traffico di droga e armi e secondo la Stampa rappresenta la stazione di transito dei container colombiani.
Secondo un rapporto della polizia olandese, tra Amsterdam, Hoofddorp, Diemen e Amstelveen vivono almeno 20 boss e un centinaio di affiliati.
Sono presenti i Nirta-Strangio e le 'ndrine di Cirò. Qui sono alleati con la mafia albanese per il controllo del porto di Rotterdam.
Il 18 ottobre 2012 si conclude l'operazione Revolution che porta all'arresto 29 persone affiliate alle cosche di Bovalino, Africo e San Luca accusate di associazione mafiosa e traffico internazionale di cocaina e altri reati tra cui l'introduzione di un titolo di stato statunitense falso del valore di 500 000 000 di dollari. Da questa operazioni, oltre ad essere evidenziati i legami con narcotrafficanti sudamericani si registrano contatti con esponenti della Sacra Corona Unita sin dal 2010.
Le basi logistiche europee per il traffico internazionale erano: Anversa in Belgio, Amsterdam nei Paesi Bassi, Duisburg, Oberhausen e Düsseldorf in Germania.
Il 28 settembre 2015 si conclude l'operazione Acero-Krupy della Procura nazionale antimafia, che rivela la gestione ad Amsterdam di un import-export internazionale di floricoltura, i Commisso di Siderno invece nella ricettazione internazionale di cioccolata di grandi marchi del valore di 7 milioni di euro. Sono susseguiti 50 arresti per presunti affiliati alle 'ndrine Macrì, Commisso, Coluccio e Crupi per traffico internazionale di stupefacenti e associazione mafiosa.
Il 25 gennaio 2017 si conclude l'operazione Stammer che chiede l'arresto di 54 persone e di cui 42 effettivamente arrestate accusate a vario titolo di associazione a delinquere, tra cui presunti affiliati dei Fiarè, dei Pititto-Prostamo-Iannello di Mileto e un gruppo di San Calogero e traffico internazionale di stupefacenti con il sequestro del più grande carico, 8 tonnellate di cocaina, mai eseguito in Italia. Il traffico partiva della Colombia per giungere poi nei porti di Genova, Gioia Tauro e Napoli, attraverso la Spagna ed i Paesi Bassi per poi essere redistribuita in ben 15 regioni d'Italia tra cui anche Sicilia e Campania dove le locali organizzazioni pavrebbero provvisto allo spaccio ma veniva a anche redistribuita nel Regno Unito.
Il 5 dicembre 2018 si conclude l'operazione European 'ndrangheta connection (ex Pollino) condotta dalla procura nazionale antimafia insieme all'Eurojust e partita da forze dell'ordine olandesi che ha portato all'arresto di un'organizzazione di 90 persone dedita al traffico internazionale di stupefacenti tra Belgio, Paesi Bassi, Germania, Italia, Colombia e Brasile e che colpisce alcuni esponenti dei Pelle-Vottari, dei Romeo detti Stacchi, degli Cua-Ietto, degli Ursino e dei Nirta-Strangio nonché esponenti della criminalità turca. Tra gli arrestati Giuseppe e Francesco Marando, José Manuel Mammoliti, Giovanni Giorgi, Antonio Costadura detto U Tignusu, Domenico Romeo detto Corleone, Francesco Luca Romeo, Sebastiano Romeo e Domenico Strangio. Sono accusati alcuni anche di intestazione fittizia e associazione mafiosa, l'operazione ha anche portato al sequestro di diverse tonnellate di cocaina e alla scoperta di azioni di riciclaggio, di pagamenti in bitcoin, e dell'uso di attività ristorative come supporto alla logistica del traffico. Le città coinvolte nel paese sono: Horst, Venray, Amsterdam e Rotterdam.

### Perù
In Perù la 'ndrangheta ha uomini presenti nella criminalità locale.
Il 20 luglio 2009 l'operazione Trovador della Squadra Mobile di Reggio Calabria arresta 49 persone (di cui 13 stranieri: peruviani, cileni, uruguaiani, romeni e un serbo-montenegrino) accusate di essere coinvolte in un traffico di droga proveniente dalla Bolivia, che transitava per l'Albania e diretto in Italia. Sarebbero affiliate alle cosche Maesano e Pangallo. Gli stessi elementi importavano droga anche dal Perù, che però transitava dalla Spagna.
Il 20 marzo 2014 vengono arrestate 23 persone per traffico internazionale di droga tra cui esponenti degli Ietto-Cua-Pipicella come Pasquale Bifulco che era in collaborazione con un'organizzazione criminale montenegrina che faceva capo a Vladan Radoman, e a peruviani, brasiliani, inglesi e irlandesi importavano cocaina dal Perù, passava attraverso i porti brasiliani e giungeva a Gioia Tauro. I paesi toccati erano anche: Paesi Bassi, Spagna, Svizzera, Germania e Portogallo.

### Regno Unito
In Regno Unito i Commisso-Macrì e gli Ursino sono sospettati di importare droga dalla Turchia e dal Pakistan.
I Grande Aracri e i Fazzari di Rosarno sarebbero anche coinvolti in riciclaccio e traffico di droga.
Nel 2013 il rapporto Transcrime sugli investimenti delle mafie in Europa evidenzia la presenza della criminalità calabrese a Londra per l'acquisto di immobili.
Il 25 gennaio 2017 si conclude l'operazione Stammer che chiede l'arresto di 54 persone e di cui 42 effettivamente arrestate accusate a vario titolo di associazione a delinquere, tra cui presunti affiliati dei Mancuso di Limbadi, dei Fiarè di San Gregorio d'Ippona, dei Pititto-Prostamo-Iannello di Mileto e un gruppo di San Calogero e traffico internazionale di stupefacenti con il sequestro del più grande carico, 8 tonnellate di cocaina, mai eseguito in Italia. Il traffico partiva della Colombia per giungere poi nei porti di Genova, Gioia Tauro e Napoli, attraverso la Spagna ed i Paesi Bassi per poi essere redistribuita in ben 15 regioni d'Italia tra cui anche Sicilia e Campania dove le locali organizzazioni pavrebbero provvisto allo spaccio ma veniva a anche redistribuita nel Regno Unito.
Il 19 febbraio 2018 si concludono le operazioni Martingala e Vello d'oro della Guardia di Finanza e della DIA che portano a 37 misure cautelari nei confronti di presunti affiliati ai Nirta (Scalzone), degli Araniti e dei Piromalli accusati di associazione per delinquere, estorsione, sequestro di persona, usura, riciclaggio e autoriciclaggio, attività finanziaria abusiva e trasferimento fraudolento di valori. Nelle operazioni si è eseguito anche un sequestro di beni dal valore di oltre 100 milioni d'euro, in particolare di aziende del settore della grande distribuzione, dell'edilizia, dell'acciaio e correlate ad appalti pubblici operanti in Toscana e all'estero, in particolare Slovenia e Regno Unito.

### Repubblica Democratica del Congo
Antonio Nicaso nel 2009 racconta nel suo articolo La Nuova Gomorra la compravendita di Coltan in cambio di armi con le milizie della regione.

### Repubblica Dominicana
Il 10 ottobre 2017 la DDA di Roma conclude l'operazione La Romana - Fireman e scopre un gruppo criminale romano che trafficava droga proveniente dal Sud America, passante dalla Repubblica Dominicana che arrivava o all'aeroporto di Malpensa a Milano o al porto di Palermo o di Cagliari e destinata agli Alvaro di Sinopoli. 19 gli arrestati tra cui anche i dominicani Rony Berroa e Angelica Zarzuela, mentre un alto ufficiale della Policía Nacional dominicana, Santos Medina, è ancora latitante.

### Romania
Nel 2014 il pentito Franco Pino, ex boss di Cosenza racconta di Amedeo Matacena come uomo dei Piromalli e lo collega ad una tangente per l'impresa Italstrade per dei lavori in Romania tra cui la costruzione di un aeroporto e di un'autostrada di 700 km.
Con l'operazione Saggezza e Ceralacca 2 del 2016 la DIA mette in evidenza la presenza di investimenti di 'ndrangheta, in particolare dei Grande Aracri che avevano creato aziende per evitare il fallimento delle equivalenti in Italia e dell'imprenditore Massimo Siciliano organico al locale di Antonimina e con il ruolo di capo-consigliere nella struttura 'ndranghetista chiamata "Sacra Corona" sovrastante 5 locali che possedeva l'azienda Gsc Srl Unipersonale con sede a Dosolo (MN), ma con una filiale in Romania.

### Russia
L'ordinanza del 9 marzo 2010 di custodia cautelare in carcere nei confronti della banda di Gennaro Mokbel - nel descrivere come operava il "carosello" finanziario per l'operazione Phuncards-Broker e i suoi rapporti con la 'ndrangheta - ascrive un ruolo, nel riciclaggio dei proventi dell'operazione, a Yevgeny Gurevich, socio in affari del figlio del presidente kirghiso Kurmanbek Salieviç Bakiev, Maksim. Poco dopo la notizia, la popolazione di Bishkek ha abbattuto Bakiev e questi, con la sua famiglia, è fuggito all'estero.

### San Marino
Dagli anni 2000 in poi le indagini si concentrano sulle attività di riciclaggio che avvengono a San Marino.
Vincenzo Barbieri un broker del narcotraffico dei Mancuso (ucciso a marzo 2011) riesce a mettersi in contatto con un dirigente del Credito Sammarinese fondato nel 2006 e già in crisi economica e a cui offre 15 milioni di euro.
Sempre in quel periodo le indagini nei confronti di Gianluca Giovannini di Nonantola sembrano rivelare anche per lui un ruolo di riciclatore di denaro ma per i Facchineri. Questi ultimi per riciclaggio si rivolgono anche a Orlando Purita e Gianluca Giovannini che sono in collegamento col Credito Sammarinese.
Nell'indagine Blackhawks del 2012 nei confronti della 'ndrangheta lombarda di Seregno e facente riferimento ai Mancuso si scopre che i proventi del traffico di droga venivo depositati presso istituti bancari di San Marino. Sembrerebbe che anche per le indagini Tibet e Pollicino risulti che il flusso di denaro abbia la stessa destinazione.

### Slovacchia
Si ha notizie di 'ndrangheta in Slovacchia mediaticamente dal 2018, anche se le forze dell'ordine italiane tenevano sotto controllo l'attività collaborando con la polizia locale. Sebbene ancora non ci siano prove, in questa nazione sembrerebbe che qui siano state finanziate diverse attività nel settore agricolo ed energetico nella Slovacchia orientale e siano anche stati effettuati investimenti immobiliari. Il caso "Kuciak" ha dato problemi al precedente governo slovacco che ha visto prima le dimissioni Mária Trošková, assistente del premier, per presunti legami con gli 'ndranghetisti locali e a Viliam Jasaň ex deputato del partito Smer e attuale segretario del Consiglio di sicurezza ed infine al ministro della cultura Marek Maďarič.
Nel dettaglio il 27 febbraio 2018 il giornale slovacco Aktuality annuncia la morte del suo giornalista Ján Kuciak, accusando presunti membri della 'ndrangheta di aver perpetrato l'omicidio a Veľká Mača, paese di Kuciak. Il primo marzo vengono arrestate dalla polizia slovacca i fratelli Antonio e Bruno Vadalà, e il cugino Pietro Catroppa e subito dopo: Sebastiano V., Diego R., Antonio R. e Pietro C. per essere rilasciati il 3 marzo 2018 perché non sono state trovate prove per passare a un'accusa formale. Nonostante ciò ad un anno di distanza sono sotto accusa i presunti killer Tomas Szabo e l'ex militare, Miroslav Marcek e la mandante Alena Zsuzsova che lavorava per l'imprenditore Marian Kocner e di cui Kuciak scrive nelle sue inchieste.
Kuciak stava indagando sulle relazioni tra alcuni italiani riconducibili ai Vadalà, Rodà e Catroppa di Bova Marina e Condofuri, scappati in Svizzera negli anni '90 per sfuggire ad una faida ed operanti in Slovacchia che avrebbero tentato di ottenere fondi strutturali dell'Unione europea, in particolare di Antonio Vadalà e membri del governo vicini al presidente Robert Fico (poi dimessosi) ma anche per i Rodà attivi nel settore energetico delle biomasse tar il 2012 ed il 2017 come della sua assistente Mária Trošková, e di Viliam Jasaň, ex deputato dello Smer.
Gli 'ndranghetisti sarebbero riusciti, a partire dal 2011 a inserirsi nell'economia agricola della Slovacchia orientale, 1/10 del Distretto di Michalovce era di loro proprietà e hanno proprietà immobiliari a Trebišov con un capitale stimato di 100 milioni di euro.
Già nel 2013 sono sospettati di estorsione nei confronti di un'azienda di Trebišov e di frode fiscale per degli appartamenti nel quartiere Petržalka a Bratislava e per cui Antonio Vadalà è andato a processo nel 2011 conclusosi nel 2017 con un nulla di fatto: "La vera intenzione delle singole persone coinvolte nei progressivi trasferimenti rende impossibile determinare oggettivamente la loro possibile collaborazione, consenziente o meno, nella presunta evasione del privilegio fiscale quando è possibile aspettarsi che rendano testimonianze mirate a difendersi dalle eventuali accuse per altre attività criminali".

### Slovenia
Il 19 febbraio 2018 si concludono le operazioni Martingala e Vello d'oro della Guardia di Finanza e della DIA che portano a 37 misure cautelari nei confronti di presunti affiliati ai Nirta (Scalzone), degli Araniti e dei Piromalli accusati di associazione per delinquere, estorsione, sequestro di persona, usura, riciclaggio e autoriciclaggio, attività finanziaria abusiva e trasferimento fraudolento di valori. Nelle operazioni si è eseguito anche un sequestro di beni dal valore di oltre 100 milioni d'euro, in particolare di aziende del settore della grande distribuzione, dell'edilizia, dell'acciaio e correlate ad appalti pubblici operanti in Toscana e all'estero, in particolare Slovenia, Croazia, Austria e Regno Unito.

### Somalia
Secondo il pentito Francesco Fonti tra gli anni ottanta e novanta i rifiuti tossici e radioattivi venivano fatti smaltire per conto dello Stato italiano tramite la 'ndrangheta.
Si smistavano dal centro Enea di Rotondella in Basilicata per poi finire in Somalia.
Egli tra il 10 e l'11 gennaio 1987 come racconta, fu coinvolto nella sparizione di 600 bidoni per conto della cosca di Platì dei Musitano agli ordini di Domenico Musitano.
Fonti afferma inoltre di aver avuto rapporti con Ibno Hartomo, dei servizi segreti dell'Indonesia per smaltire rifiuti tossici di alluminio prodotti dalle imprese di Oleg Kovalyov.
A Kiev, in Ucraina venivano caricate le navi che passavano per il Gibuti ed erano destinati per i porti o di Mogadiscio o di Bosaso. Il materiale o veniva fatto affondare in mare o sotterrato nell'entroterra.

### Spagna
In Spagna dalle poche informazioni che si ricevono dovute al fatto che storicamente non c'è mai stato un interesse sociale e politico nel fare studi e indagini sul mondo delle mafie italiane, le 'ndrine svolgerebbero soprattutto l'attività del narcotraffico.
Alla fine degli anni novanta a Barcellona Santo Maesano, capo cosca dei Maesano-Pangallo stabilisce reti per il narcotraffico internazionale e anche dopo il suo arresto dal carcere Valdemoro di Madrid si relazionava con i suoi referenti in Colombia e in Venezuela per comprare armi e droga. Nel 1999 viene arrestato anche Domenico Paviglianiti.
Le 'ndrine che svolgono attività di narcotraffico sono: Morabito-Bruzzaniti-Palamara, Mancuso, Bellocco, Avignone, Paviglianiti.
Di seguito un elenco di alcuni fatti recenti.
Il 10 febbraio 2009 si conclude l'operazione Chiosco Grigio del GICO della Guardia di Finanza di Catanzaro ed iniziata nel 2007 che vede coinvolto Domenico Trimboli in un traffico di droga internazionale dalla Colombia, passando per la Spagna, dove a Malaga c'era la piattaforma operativa e finendo in Piemonte, Lombardia, Lazio e Campania. I luoghi per discutere dei traffici avveniva ad Alessandria.
Sembra addirittura che negli ultimi anni 'ndrine calabresi si siano alleati con clan camorristici e cosche mafiose di Cosa Nostra per avere un prezzo più basso dello stupefacente e controllare meglio il traffico dal Sud America all'Europa.
Vi sono presenti i Piromalli-Molè.
Il 9 luglio 2015 si conclude l'operazione Overting, iniziata nel 2005 ha portato all'arresto di 44 persone tra cui persone legate ai Mancuso, in collaborazione con un gruppo criminale albanese di Fiano Romano per traffico internazionale di cocaina. La droga proveniva dal Cile, Venezuela e Colombia e grazie anche al broker 'ndranghetista Domenico Trimboli pentito dal 19 marzo 2015. L'incontro con i narcos per l'accordo sullo scambio avveniva invece in Spagna. In Calabria, a Spilinga c'era la raffineria per recuperare la cocaina liquida impregnata in partite di vestiti o allo stato solido in piastrelle per pavimenti. Gli albanesi almeno una volta hanno tenuto in ostaggio un vibonese come garanzia del traffico.
Secondo l'ultimo studio Transcrime sugli investimenti delle mafie in Europa è segnata una forte presenza delle 'ndrine a Tenerife, nel settore alberghiero, della ristorazione e per l'acquisto di immobili.
Il 25 gennaio 2017 si conclude l'operazione Stammer che chiede l'arresto di 54 persone e di cui 42 effettivamente arrestate accusate a vario titolo di associazione a delinquere, tra cui presunti affiliati dei Fiarè, dei Pititto-Prostamo-Iannello di Mileto e un gruppo di San Calogero e traffico internazionale di stupefacenti con il sequestro del più grande carico, 8 tonnellate di cocaina, mai eseguito in Italia. Il traffico partiva della Colombia per giungere poi nei porti di Genova, Gioia Tauro e Napoli, attraverso la Spagna ed i Paesi Bassi per poi essere redistribuita in ben 15 regioni d'Italia tra cui anche Sicilia e Campania dove le locali organizzazioni pavrebbero provvisto allo spaccio ma veniva a anche redistribuita nel Regno Unito.
Il 22 novembre 2017 vengono arrestate 12 persone riconducibili alla 'ndrangheta piemontese che operava insieme ad alcuni latitanti residenti in Spagna nel traffico di droga uno dei quali Rocco Piscioneri a Huelva. Tra gli arrestati figura: Bruno Trunfio figlio di Pasquale Trunfio, presunto capo-locale di Chivasso. Le operazioni avvenivano almeno dal 2014 quando fu arrestato a Malaga un uomo di Piscioneri.
Il 14 febbraio 2019 la Policía Nacional insieme alle forze dell'ordine italiane arresta 25 persone tra Spagna e Italia di cui 4 riconducibili alla 'ndrangheta accusate di traffico di droga (hashish, cocaina, ketamina e marijuana). 
In Spagna le operazioni si svolgevano da Alcalá la Real, mentre in Italia a Firenze e dintorni.
L'11 ottobre 2020 la Policia Nazional e la Polizia di Stato arrestano a Barcellona (nel quartiere Diagonal Mar) con mandato di arresto europeo il narcotrafficante Vittorio Raso dei Crea di Torino con dote di Vangelo dopo due anni di latitanza. Sembrerebbe che dopo un periodo passato a Malaga si fosse mosso verso la città catalana per prendere un volo per il Brasile. Viene rilasciato già il 15 ottobre in quanto essendo accusato anche di usura, per questa accusa la Audiencia Nacional (giustizia spagnola) prevede che non ci sia detenzione a causa delle misure intraprese contro la Pandemia di Covid-19.
| Presenza della 'ndrangheta in Spagna | Presenza della 'ndrangheta in Spagna | Presenza della 'ndrangheta in Spagna | Presenza della 'ndrangheta in Spagna |
| Regione                              | Località                             | 'Ndrine presenti                     | Attività illegali                    |
| ------------------------------------ | ------------------------------------ | ------------------------------------ | ------------------------------------ |
| Andalusia                            | Malaga                               |                                      | Narcotraffico                        |
| Catalogna                            | Girona                               |                                      | Narcotraffico                        |
| Madrid                               |                                      |                                      | Narcotraffico                        |
| Murcia                               |                                      |                                      | Narcotraffico                        |

### Stati Uniti
La forte presenza di Cosa Nostra americana negli Stati Uniti ha fatto sì che anche molti calabresi tra cui Albert Anastasia e Frank Costello si unissero ad essa e che la 'ndrangheta, solo a partire dagli anni settanta, ci si interessasse in modo più preponderante all'area. Secondo l'FBI oggi (2019) nella nazione sarebbero tra i 100 e i 200 affiliati.
Il collaboratore Frank Archino, il 21 gennaio del 1977, ammise la presenza di locali ad Albany ed a New York; ma poi ritrattò.
Sempre secondo Archino trafficavano armi e falsificavano denaro.
Tra gli anni ottanta e novanta il cosiddetto Siderno Group, di cui facevano parte i Commisso e che trafficava droga, operò anche negli Stati Uniti.
Oggi secondo l'FBI ci sarebbero fra i cento ed i duecento affiliati della criminalità organizzata calabrese e per lo più nello stato di New York e della Florida e le famiglie della Locride, in particolare degli Ursino si starebbero consolidando a New York. 
Secondo l'informatore dell'FBI Cristopher Castellano che proteggeva un broker dei Los Zetas in città, una volta arrestato nel 2008 racconta dei criminali Giulio Schirripa e Gregorio Gigliotti che con i soldi della 'ndrangheta, degli Alvaro in particolare, muovono grosse partite di droga tra Sud e Nord America, Europa e Australia. Lui ed i suoi accoliti sarebbero anche a stretto contatto con la famiglia Genovese. Verrà ucciso il 4 luglio 2010. Dall'ultima operazione conclusasi nel 2015 che vede l'arresto di Gigliotti sembrerebbe che al suo e posto e degli Alvaro a New York si siano insediati gli Ursino.
A New York, nel 2008, durante l'operazione Solare delle forze dell'ordine, il broker calabrese Giulio Schirripa, proprietario di un ristorante, contrattava con tre narcos messicani appartenenti ai Los Zetas tramite la funzione push to talk non intercettabile dei Blackberry a Manhattan. Schirripa comprava 10 chili di cocaina al mese per conto delle famiglie Macrì, Aquino e Coluccio.
L'11 febbraio 2014 termina l'operazione New Bridge della Polizia e dell'FBI statunitense contro elementi presunti affiliati agli Ursino e ai Simonetta ed esponenti vicino ai Gambino di Cosa nostra statunitense, accusati di traffico internazionale di droga. Tra gli arrestati anche Francesco Ursino, presunto attuale capo della cosca e figlio di Antonio (in carcere) e Giovanni Morabito, nipote di Giuseppe Morabito.
Il 7 maggio 2015 durante l'operazione Columbus vengono arrestate 16 persone per traffico internazionale di droga proveniente dalla Costa Rica. Fu coinvolto anche il titolare della pizzeria Cucino a modo mio nel Queens a New York. Il proprietario della pizzeria Gregorio Gigliotti, originario di Pianopoli (CZ) ma residente da trent'anni a Whitestone (New York) sarebbe stato in contatto anche con Anthony Federici, vicecapo della famiglia Genovese di Cosa nostra statunitense. In Calabria era invece in contatto a Francesco e Carmine Violi vicini agli Alvaro di Sinopoli. Gigliotti avrebbe occupato nel narcotraffico il posto di Giulio Schirripa dopo il suo arresto nel 2008, il quale già doveva dei soldi allo stesso Gigliotti.

### Svizzera
(Dimitri Bossalini, presidente delle Polizie comunali del Canton Ticino)

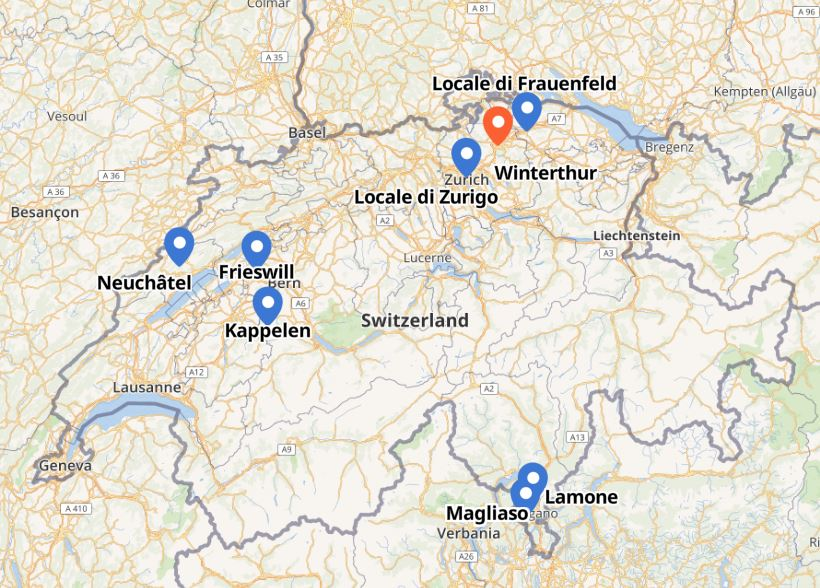
Locali (in blu) e 'ndrine (in arancione) in Svizzera

Nella confederazione elvetica secondo un comunicato della polizia federale del 2021 vi sarebbero 20 gruppi criminali legati alla 'ndrangheta con 400 affiliati e operanti su tutti i cantoni che si dedicano al traffico di stupefacenti, armi e riciclaggio di denaro. Sarebbero attivi almeno dagli anni '70 del secolo scorso.
Secondo una sentenza della corte d'assise di Catanzaro del 24 marzo 2004 sarebbero presenti i Ferrazzo di Mesoraca, nonché in alcuni comuni al confine svizzero come Lavena Ponte Tresa in cui, dalla fine degli anni '90 attuano operazioni di riciclaggio. I Mazzaferro e i Di Giovine hanno operato nel traffico d'armi. Le 'Ndrine del catanzarese trafficano sia in armi che in droga. I proventi dei traffici illeciti vengono depositati in varie banche svizzere.
Dalle operazioni Crimine 2 del 2011, Helvetia del 2014 e Capodue (gestita dall'Ufficio Federale di Polizia della Confederazione Svizzera) si viene a conoscenza della presenza di un locale a Zurigo e a Frauenfeld
Il locale di Frauenfeld, con un'esistenza quarantennale, dipende da quello di Fabrizia (VV) ed ha come capo Antonio Nesci detto cucchjarone o la montagna della Svizzera nel ruolo di "mastro disponente".
Nel 2013 il rapporto di Transcrime sugli investimenti mafiosi attesta la presenza dell'organizzazione calabrese collegate ad attività finanziarie.
Secondo un rapporto della polizia federale svizzera del 2013 nel canton ticino le 'ndrine sarebbero infiltrate nel settore della ristorazione e dell'edilizia.
Il 5 marzo 2015 va in onda su rete televisiva svizzera RSI per il programma "Falò", l'inchiesta "Quei bravi ragazzi di Frauenfeld".
A Lamone, nel canton Ticino sarebbero presenti 'ndrine di Mesoraca (KR).
Il 27 novembre 2017 la corte d'appello di Reggio Calabria in merito al processo Helvetia, scaturito dall'omonima operazione, conferma l'esistenza di strutture di 'ndrangheta in Svizzera dipendenti dal locale di Fabrizia: la società di Frauenfeld con capo-società e "mastro di buon ordine" Raffaele Albanese e il locale di Frauenfeld con a capo Antonio Nesci.
Il 4 dicembre 2017 viene arrestato Jose Signorello presunto affiliato ai Ferrentino-Chindamo-Lamari-D'Agostino di Laureana di Borrello accusato di aver intrapreso un traffico di armi tra la Lombardia e la Svizzera, in particolare a Zurigo e Winterthur, un pentito racconta che trafficasse anche in eroina ed facesse estorsioni a ristoratori di origine calabrese. Il 4 aprile 2018 il tribunale federale penale concede l'estradizione.
Il 9 ottobre 2018 al tribunale penale federale di Bellinzona comincia il processo contro Cosimo Leotta residente a Bienne, e facente parte del locale di Giussano in Lombardia, nonché tramite dei Novella originaria di Guardavalle in Lombardia e Svizzera, sotto il comando di Antonino Belnome. In Svizzera, in particolare a Frieswil e Kappelen si sarebbe occupato della sorveglianza di coltivazioni di canapa. Sarebbe stato anche un tramite di Andrea Ruga, Vincenzo Gallace e Cosimo Leuzzi. Già nel 2002 avrebbe avviato un piccolo traffico di armi tra Guardavalle e la confederazione elvetica su consiglio del capo di 'ndrangheta di Monasterace Andrea Ruga. Infine avrebbe anche gestito il Night club "Magic" di Borgaro Torinese per Aldo Cosimo e Adolfo Crea. Il 27 novembre 2018 il Tribunale penale federale di Bellinzona lo ha condannato a 3 anni e 8 mesi di carcere, colpevole di aver partecipato, dal 2003 al 2011, alle attività delle locali di Giussano e Seregno in Lombardia ed essere stato coinvolto in un traffico di armi per predette locali.
Il 24 ottobre 2019 il Ministero pubblico della Confederazione elvetica con funzione di Procura federale confisca 200.000 euro a Pino Pensabene degli Onorato di Milano già arrestato in Italia nel 2014 insieme al sodale dell'avvocato Emanuele Sangiovanni, invece arrestato in Ticino. Per la prima volta vengono confiscati dei beni in Svizzera anche se la persona è stata condannata solo in Italia.
Il 21 luglio 2020 si conclude l'operazione Imponimento contro le 'ndrine Anello-Fruci di Filadelfia che portarono all'arresto in Italia di 75 persone. Solo a giugno 2021 si è riusciti a richiedere con successo l'estradizione di altri due indagati Fiore Francesco Masdea referente della cosca in Svizzera e accusato di associazione mafiosa e Giuseppe Costantino, residente dal 2018 a Spreitenbach (Canton Argovia) è accusato di traffico di droga.
Il 18 novembre 2021 si conclude una operazione della DDA di Milano che porta all'arresto di 54 persone tra Italia e Svizzera, che guidati da Michelangelo Larosa avrebbero gestito un traffico di droga tra la Provincia di Como e Varese e il Canton San Gallo.
| Presenza della 'ndrangheta in Svizzera | Presenza della 'ndrangheta in Svizzera | Presenza della 'ndrangheta in Svizzera | Presenza della 'ndrangheta in Svizzera                               |
| Cantoni                                | Località                               | 'Ndrine presenti                       | Attività illegali                                                    |
| -------------------------------------- | -------------------------------------- | -------------------------------------- | -------------------------------------------------------------------- |
| Canton Argovia                         | Spreitenbach                           | Anello-Fruci                           | narcotraffico (operazione Imponimento del 2020)                      |
| Canton Basilea Città                   | Basilea                                |                                        | Sospetta esistenza di un Locale legato a quello di Singen (Germania) |
| Canton Berna                           | Frieswil, Kappelen                     |                                        | Coltivazione di canapa, rifugio per latitanti                        |
| Canton Ginevra                         | Ginevra                                |                                        |                                                                      |
| Canton Grigioni                        | Davos                                  |                                        | Sospetta esistenza di un locale                                      |
| Canton Lucerna                         | Emmen                                  |                                        |                                                                      |
| Canton San Gallo                       |                                        | Larosa                                 | Narcotraffico                                                        |
| Canton Soletta                         |                                        |                                        |                                                                      |
| Canton Svitto                          |                                        |                                        |                                                                      |
| Canton Ticino                          | Grancia, Lamone                        | Anello-Fruci                           | trasferimento fraudolento di valori                                  |
| Canton Turgovia                        | Frauenfeld                             | Locale di Fabrizia                     | (Operazione Crimine 2 del 2011)                                      |
| Canton Uri                             |                                        |                                        |                                                                      |
| Canton Vallese                         |                                        |                                        | Rifugio per latitanti                                                |
| Canton Vaud                            | Losanna                                |                                        | Riciclaggio                                                          |
| Canton Zurigo                          | Winterthur, Zurigo                     | Ferrentino-Chindamo-Lamari-D'Agostino  | narcotraffico                                                        |

### Togo
Nel 2004 viene accertato un traffico di cocaina gestito dai Pesce e dai Mancuso proveniente dal Sud America.

### Uruguay
Il 4 settembre 2017 Rocco Morabito è stato catturato a Montevideo in Uruguay dopo ben 25 anni di latitanza e dove vi risiedeva da almeno 10 anni sotto falso nome con passaporto brasiliano. Ora si è in attesa dell'estradizione.

### Venezuela
In Venezuela possiede basi stabili per il traffico di droga. 
Ci sono rapporti tra 'ndranghetisti e i produttori di cocaina venezuelani da come si evince dall'operazione Zappa e l'operazione Tamanaco conclusasi nel giugno 2010.
Nell'operazione Magna Charta del 4 giugno 2012 viene fermato un traffico di droga internazionale della 'Ndrangheta e della criminalità bulgara che si riforniva da Venezuela, Argentina e Isola di Santo Domingo.
Secondo Francesco Forgione, ex presidente dell'antimafia la 'ndrangheta in Venezuela ha ormai una situazione ben strutturata che nasce prima dell'era Chavez (1999) e continua e perdura oggi sotto la presidenza di Maduro.
Il 24 luglio 2012 viene arrestato in Venezuela Aldo Miccichè, politico militante nella Democrazia Cristiana e imprenditore petrolifero in Venezuela, ricercato per nell'operazione "Cent'anni di solitudine" in quanto in presunto sodalizio con la 'ndrina dei Piromalli. la 'ndrangheta gli avrebbe offerto 50 000 voti per la circoscrizione degli italiani all'estero in cambio di 200 000 euro e la revisione di alcuni processi. Condannato in primo grado a 11 anni di carcere muore il 24 gennaio 2018 per cause naturali.
Il 9 luglio 2015 si conclude l'operazione Overting, iniziata nel 2005 ha portato all'arresto di 44 persone tra cui persone legate ai Mancuso, in collaborazione con un gruppo criminale albanese di Fiano Romano per traffico internazionale di cocaina. La droga proveniva dal Cile, Venezuela e Colombia e grazie anche al broker 'ndranghetista Domenico Trimboli pentito dal 19 marzo 2015. L'incontro con i narcos per l'accordo sullo scambio avveniva invece in Spagna. In Calabria, a Spilinga c'era la raffineria per recupera la cocaina liquida impregnata in partite di vestiti o allo stato solido in piastrelle per pavimenti. Gli albanesi almeno una volta hanno tenuto in ostaggio un vibonese come garanzia del traffico.
Il 4 settembre 2017 viene catturato a Montevideo Rocco Morabito dopo 23 anni di latitanza in un'operazione eseguita dalla polizia uruguayana; il boss viveva lì dal 2001 con passaporto brasiliano sotto il falso nome di "Francisco Antonio Capeletto Souza". Il 9 marzo 2018 un giudice di Montevideo acconsente all'estradizione.

## Media
Di seguito i media in cui si è discusso o trattato di 'ndrangheta all'estero:
- Im Netz der Mafia - Auf den Spuren der Mörder von Duisburg. Documentazione, Germania, 2008, 45 Min., Regie: Ulrike Brödermann e Philipp Zahn, Produzione: ZDF, Erstsendung: 19 agosto 2008,  Inhaltsangabe. URL consultato il 15 luglio 2019 (archiviato dall'url originale il 5 novembre 2008). di ZDF
- Deutschland im Visier. Das geheime Netz der kalabrischen Mafia. Documentazione, Germania, Italia, 2008, 45 Min., Regia: Christian Gramstadt e Markus Rosch, Produzione: BR, Erstsendung: 2 aprile 2008,  Inhaltsangabe.
- Quei bravi ragazzi di Frauenfeld, inchiesta per il programma "Falò" della rete televisiva svizzera RSI andata in onda il 5 marzo 2015[217].
- Bad Blood - serie televisiva canadese andata in onda dal 2017 (soprattutto la seconda stagione)
- Narcotica, reportage di Rai3 in onda dal 17 luglio 2019 tra Messico, Colombia e Albania[245]